# Food Machinery and Chemical Corporation
Food Machinery and Chemical Corporation (/fuːd məˈʃiːnərɪ ænd ˈkɛmɪkəl/, в русскоязычной экономической печати традиционно используется фонетический перевод названия «Фуд маши́нери энд ке́микал»; сокр. FMC — рус. «Эф-эм-си») — американская многоотраслевая корпорация, специализировавшаяся на выпуске продукции машиностроения. Долгое время была одним из ведущих подрядчиков военно-промышленного комплекса США в части разработки и серийного производства лёгкой гусеничной бронетехники различного назначения. Ряд образцов колёсной и гусеничной бронетехники был разработан по заказу иностранных правительств и изготавливался на экспорт. Калифорнийский филиал корпорации в Сан-Хосе был крупнейшим производителем гусеничной бронетехники в мире до конца 1990-х гг., выпустив одних только бронетранспортёров M113 свыше 70 тысяч единиц.

## История
Компания была de facto основана в 1883 г. и de jure зарегистрирована в 1884 г. для производства и реализации пульверизаторов (опрыскивателей для садов и огородов). Постепенно линейка продукции расширялась в сторону производства другой сельскохозяйственной техники и оборудования. В годы Второй мировой войны, по мере всё большего вовлечения США в войну и нарастания потребностей американской армии и морской пехоты в военной технике, компании удалось получить крупные правительственные заказы на изготовление лёгкой гусеничной бронетехники — компанией была своевременно занята ниша производства амфибийной (плавающей) бронетехники, так как выпуск других её разновидностей уже был к тому времени «застолблён» более крупными машиностроительными компаниями, в первую очередь, производителями рельсового подвижного состава (тепловозо- и вагоностроительными компаниями). Но и на этом поприще руководству компании удалось, во-первых, расширить производственный профиль заводов компании, во-вторых, потеснить своих промышленных конкурентов и выйти в монополисты в отрасли производства бронетехники.
| 1884 | Джон Бин патентует насос высокого давления, обеспечивающий непрерывное распыление инсектицидов; для коммерческой реализации которых он регистрирует частное предприятие Bean Spray Pump Company.           |
| 1904 | компания была инкорпорирована, т. е. стала независимым (от своего основателя и собственников) субъектом хозяйственной деятельности.                                                                        |
| 1928 | компания стала публичной, название изменено на John Bean Manufacturing Company, в состав компании включены два предприятия по производству консервного оборудования.                                       |
| 1929 | название компании изменено на Food Machinery Corporation (FMC). |
| 1941 | первый серийный образец плавающей бронетехники покинул сборочный цех FMC и вскоре получен первый заказ на серийное производство двухсот единиц указанной техники.                                          |
| 1943 | корпорация приобретает Niagara Sprayer & Chemical Company, — производителя инсектицидов и фунгицидов, — таким образом открывая собственное химическое производство и выходя на рынок химических продуктов. |
| 1948 | промышленная химия дополняет производственный профиль корпорации путём приобретения Westvaco Chemical Corporation, в свою очередь меняет собственное название на Food Machinery and Chemical Corporation.  |

| 1961 | корпорация меняет своё официальное название на аббревиатуру и становится FMC Corporation. |
| 1966 | годовой доход корпорации впервые превысил миллиард долларов. |
| 1971 | штаб-квартира корпорации передислоцируется из Сан-Хосе в Чикаго. |
| 1972 | компания становится трансконтинентальной с филиалами в Северной Америке и Европе |
| 1974 | химическое производство перемещается из Нью-Йорка в Филадельфию. |
| 1985 | FMC приобретает Lithium Corporation of America. |
| 1986 | руководство корпорации проводит рекапитализацию, направленную на предотвращение любых попыток её поглощения конкурентами по формальному поводу экономического и юридического характера.                      |
| 1997 | компания объявляет о своём выходе из военно-промышленного бизнеса, сузив свой производственный профиль до производства химии и продукции гражданского машиностроения.                                        |
| 2001 | FMC выводит машиностроительное производство в отдельную публичную компанию под названием FMC Technologies, которая остаётся в Чикаго, штаб-квартира корпорации тем временем передислоцируется в Филадельфию. |

| Источники информации |
| --- |
| International Directory of Company Histories, Volume 89. (англ.) / Edited by Jay P. Pederson. — Detroit, Mich.: St. James Press, 2007. — P.222 — 791 p. — ISBN 1-55862-593-3. |

## Организационные преобразования

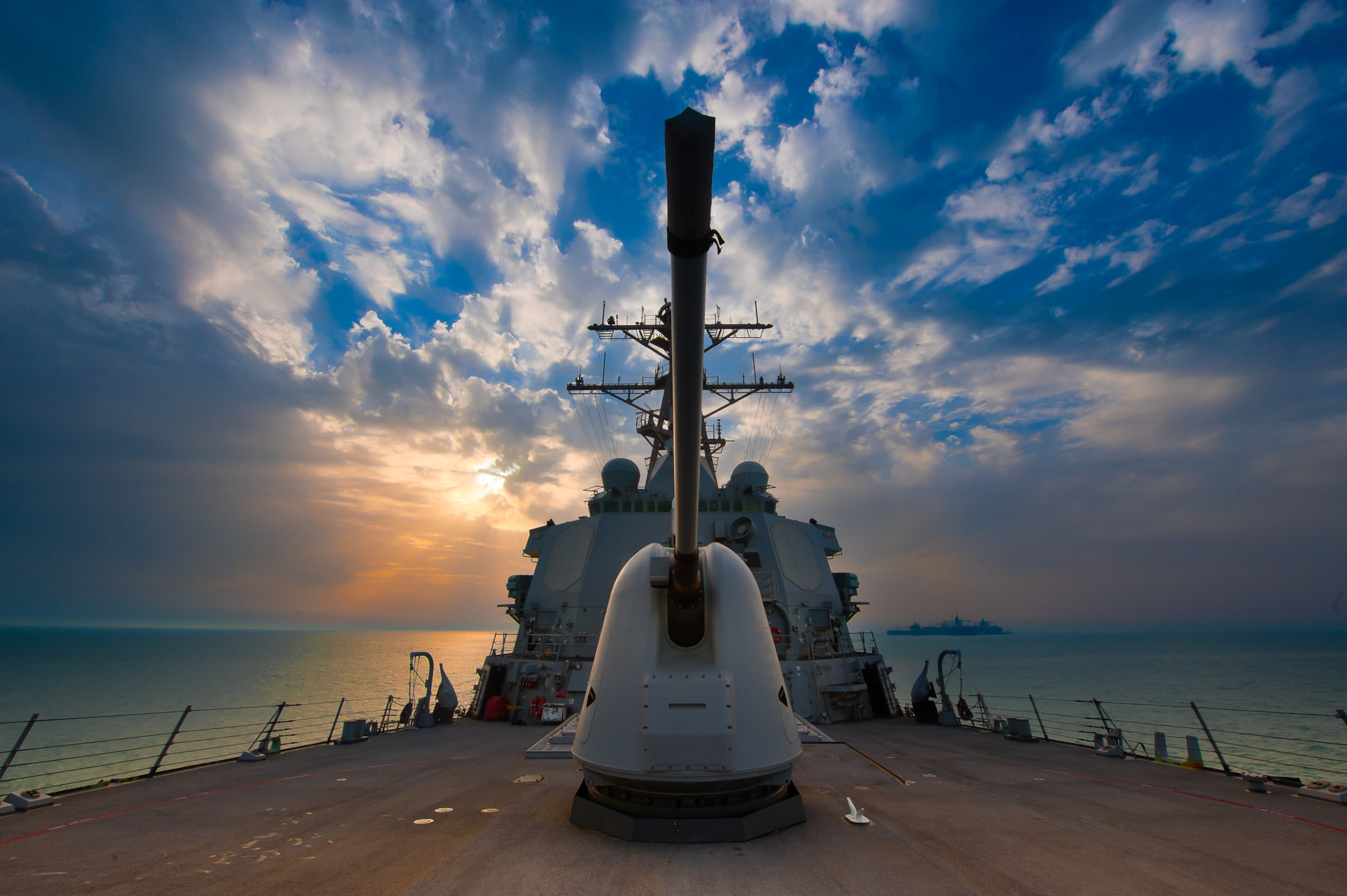
Спектр военной продукции FMC весьма широк, от лёгкой бронетехники до корабельной артиллерии и систем управления военной робототехникой

Ниже перечислены основные вехи истории компании как субъекта хозяйственной деятельности: организационно-структурные преобразования, ребрендинг и т. д. Исходно компания носила название Bean Spray Pump Company (1884—1928), John Bean Manufacturing Company (10 августа 1928 — 24 июля 1929),Food Machinery Corporation (24 июля 1929 — 10 сентября 1948), Food Machinery and Chemical Corporation (10 сентября 1948 — 1 июля 1961), FMC Corporation (1 июля 1961—н. в.). В 2001 г. корпорация разделилась на основное подразделение, сохранившее при этом оригинальное название, и два дополнительных структурных подразделения, первое из которых отвечает за выпуск энергетического и нефтегазодобывающего оборудования FMC Technologies, Inc. (2001—н. в.), второе отвечает за выпуск техники промышленного и сельскохозяйственного назначения, а также авиационного оборудования и называется John Bean Technologies Corporation, сокр. JBT (2008—н. в.).

## Слияния и поглощения
Источники информации : Mergent Moody’s Industrial Manual : in two volumes.  (англ.) — N.Y.: Mergent FIS, Inc., 1999. — Vol.1 — P.1023 — 3733 p. — ISSN 0545-0217.
Directory of Multinationals : in two volumes.  (англ.) / Edited by Martin Timbrell, Diana L. Tweedie. — L.: Waterlow Specialist Information Publishing, 1998. — Vol.1 — P.575-576 — 1722 p. — ISBN 0-333-674642.
1928
- Anderson Barngrover Manufacturing Company
- Sprague-Sells Corporation

1946
- Automatic Products Company, Милуоки, Висконсин
  - Bolens Product Division, Порт Вашингтон, Висконсин (ранее, с кон. 1920-х гг. и до 1939 г. носила название Gilson-Bolens Copmany, до этого — Beeman Garden Tractor Copmany, Миннеаполис, Миннесота)

Торговая марка «Bolens» была зарезервирована за лёгкой сельскохозяйственной техникой (газонокосилками и тракторами различного типа: садовыми, пропашными и др.). «Bolens» находилась в составе FMC с 1946 до 1982 г., когда она была выкуплена работниками и стала самостоятельной Bolens Corporation.
1955
- Chiksan Company, Чикаго, Иллинойс

1956
- Hudson-Sharp Machine Company[англ.]

1957
- Oil Center Tool Company

1959
- J. S. Collins Jr., Company
- Sunland Industries
- Hamer Valve Inc.

1961
- Barrett Equipment Company

1962
- Scott Viner Company

1963
- American Viscose Corporation[англ.] ($114,5 млн)

1964
Northern Ordnance Inc., manufacturer of naval ordnance equipment such as missile launchers and rapid-fire gun turrets
На заводе «Northern Ordnance» производилось корабельное вооружение: ракетные пусковые установки и артиллерийские установки.
1965
- Gunderson Brothers Engineering Corporation[англ.]
- Seed Research Specialists, Inc.

1966
- Dealer Associates Inc.
- Harry J. Ferguson Company

1967
- Link-Belt Company, Лексингтон, Кентукки ($71,2 млн)
  - Link-Belt Division, Грин Рэмп, Северная Каролина

Торговая марка «Link-Belt» была зарезервирована за строительной и другой промышленной техникой (экскаваторами, строительными кранами) промышленного и военного назначения. «Link-Belt» находилась в составе FMC с 30 июня 1967 по 1986 г.
1968
- Kilby Steel Company, Inc.

1972
- Wayne Manufacturing Company[англ.]
- Polarmatic Corporation
- Italiana Pack S.p.A., Италия

1973
- Raque Manufacturing Company
- Autoscan, Inc.

1974
- Favco International Corporation

1977
- Foret, S.A., Барселона, Испания
- LPW Equipamentos, Ltda., Сан-Паоло, Бразилия
- Marine Colloids, Inc.

1978
- FMC Food Machinery Europe, N.V., Синт-Никлас, Бельгия

1988
- Riverside Products Corporation, Sodium Bicardonade Division, Картерсвилл, Джорджия

1989
- S.A. Mather et Piatt, Франция
- Wellhead Controls Ltd. (Food Processing Equipment Controls Ltd.), Канада

1990
- Electro Quimica Mexicana S. A., Мексика
- Meridian Gold Company

1995
- FR Manufacturing Corporation

1996
- Frigoscandia Equipment Holding AB, Швеция

1998
- CBV Industria Mecanica S. A., Бразилия

1999
- Soda Ash Inc.

2007
- Technisys, Inc.

## Международные консорциумы
В 1986 году совместно с компанией Sumitomo Heavy Industries Ltd. был образован консорциум Link-Belt Construction Equipment Company. На базе американского филиала — Link-Belt Division, расположенного в Грин Рэмп (на территории авиабазы Поуп), осуществлялась подготовка военнослужащих инженерных частей различных родов войск и служб Вооружённых сил США пользованию техникой Link-Belt, поставляемой войскам. В 1994 году совместно с HARSCO Corporation был образован консорциум United Defense Industries Inc., который был продан Carlyle Group в октябре 1997 года.

## Протекционизм
Поскольку корпорация выступала практически монополистом в целом ряде сегментов продукции для ВПК США, это вызывало острую критику от конгрессменов, аффилированных к другим группам интересов, в ходе ежегодных дебатов в Конгрессе США относительно утверждения статей федерального бюджета на военные заказы. Поскольку в отношении монополизации рынков действовали жёсткие законодательные ограничения, требующие наличия у предприятия или организации, участвующей в тендере, как минимум одного конкурента, юристы корпорации совместно с должностными лицами из аппарата Министра обороны США Роберта Макнамары, — главного защитника интересов FMC на государственном уровне, — разработали следующий юридический манёвр: конкурентами объявлялись различные структурные подразделения корпорации, формально являющиеся отдельными юридическими лицами, например, её калифорнийский и западно-виргинский филиалы. В процессе последовавшего разбирательства, уловка была быстро раскрыта заинтересованными лицами от конкурирующих структур и Макнамаре пришлось оправдываться перед членами Комитета Палаты представителей США по вооружённым силам, — больше всего в этом вопросе на него и его подчинённых наседали конгрессмен от Виргинии Портер Харди и конгрессмен от Луизианы Ф. Эдвард Геберт.

### Пожарно-спасательная техника

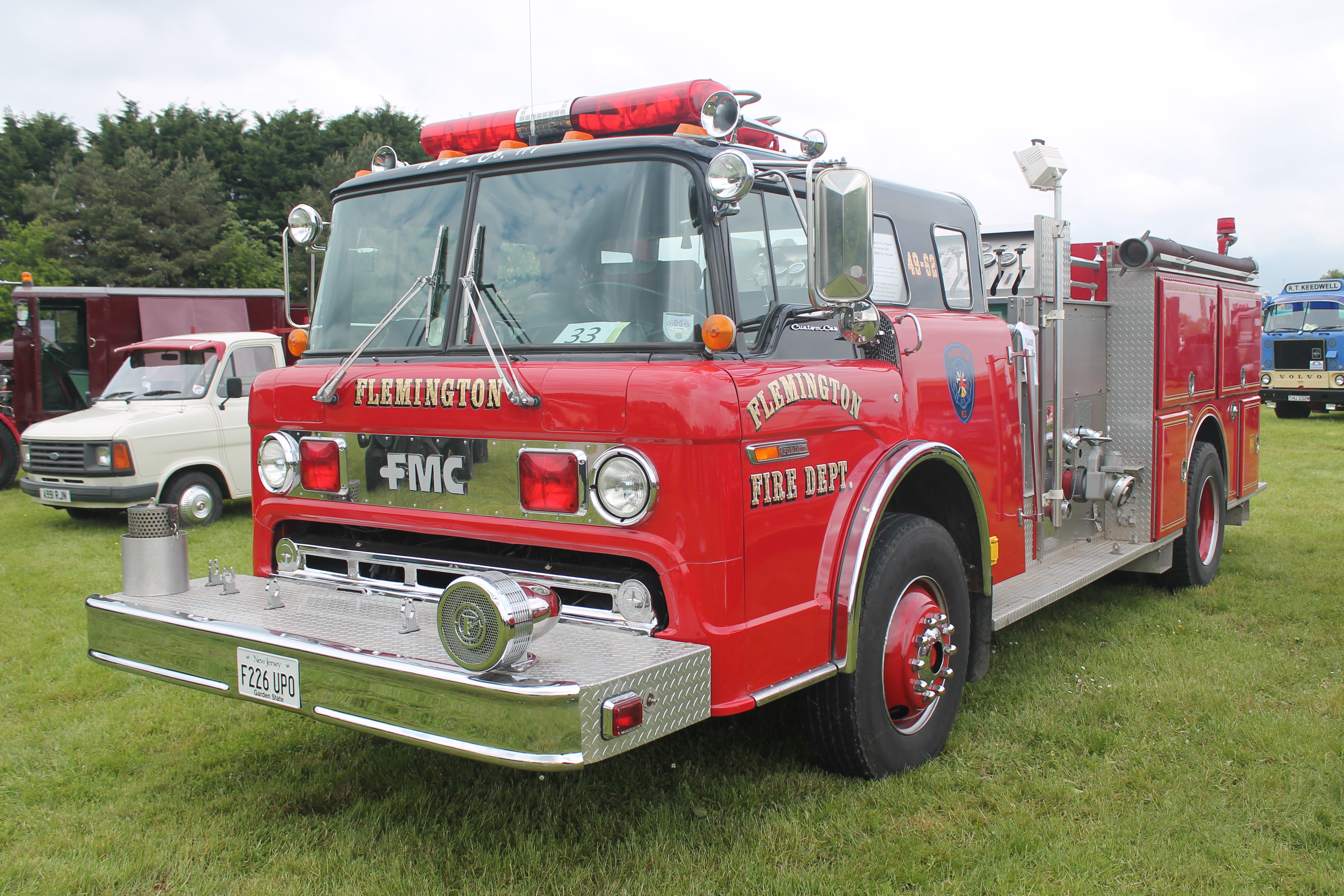
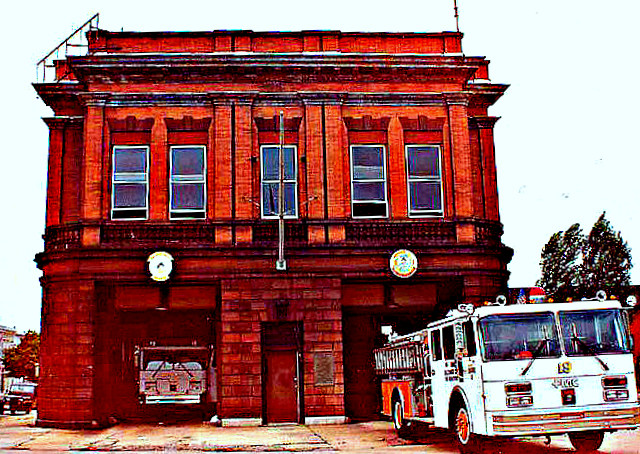
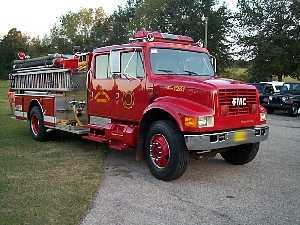
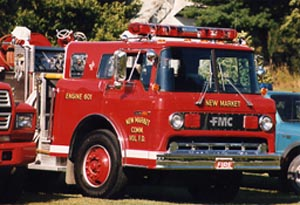

### Промышленная и сельхозтехника

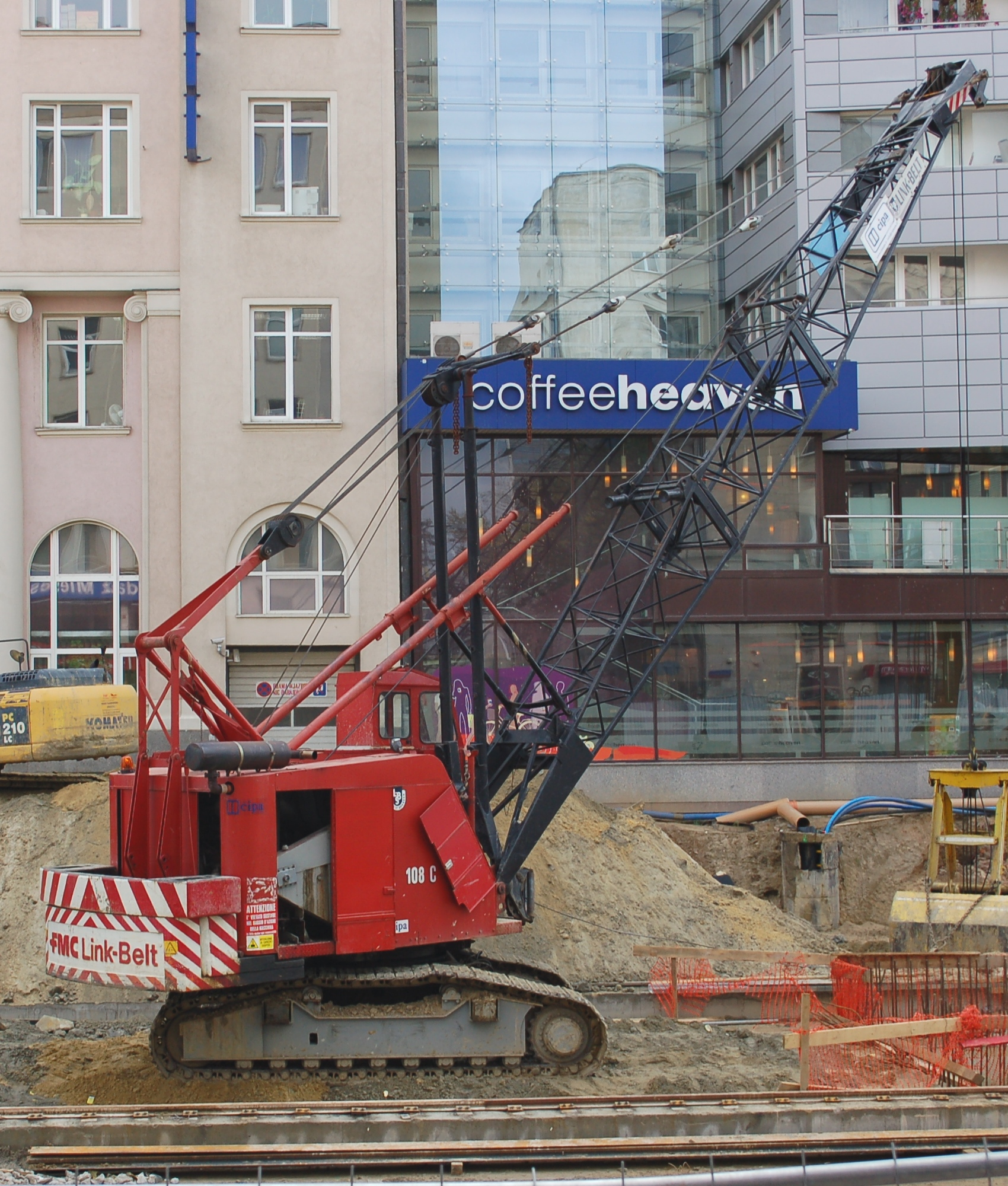
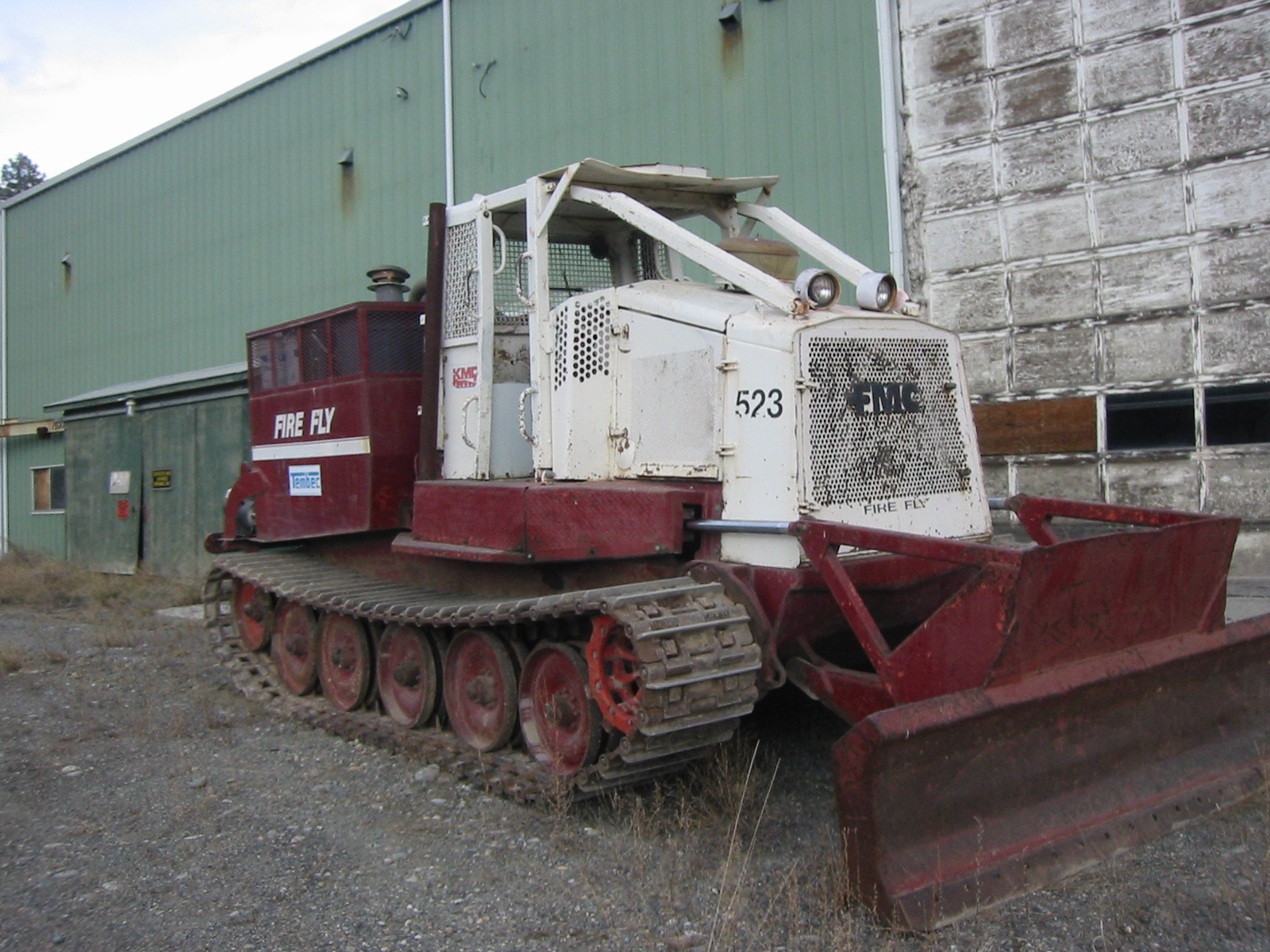
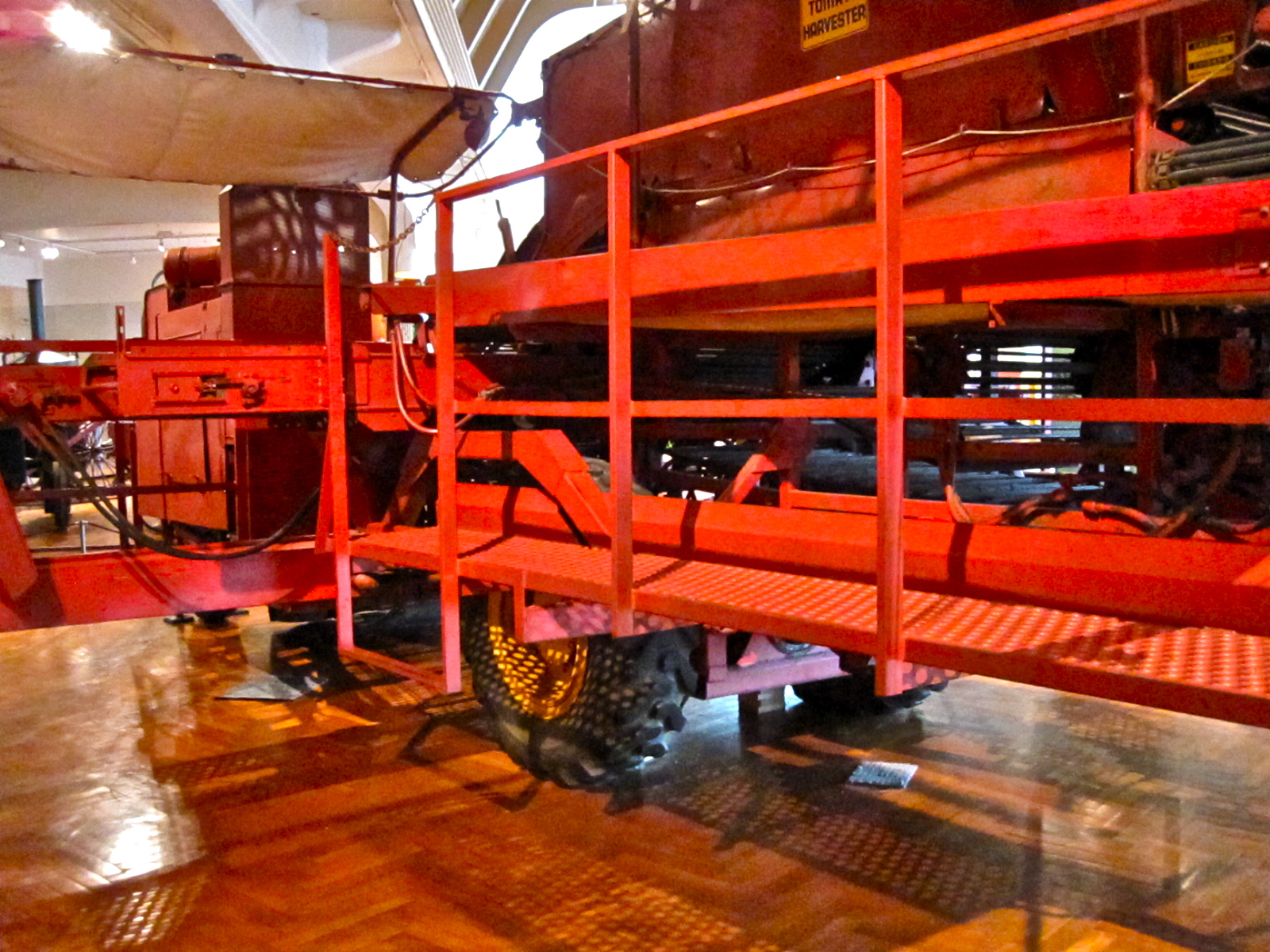
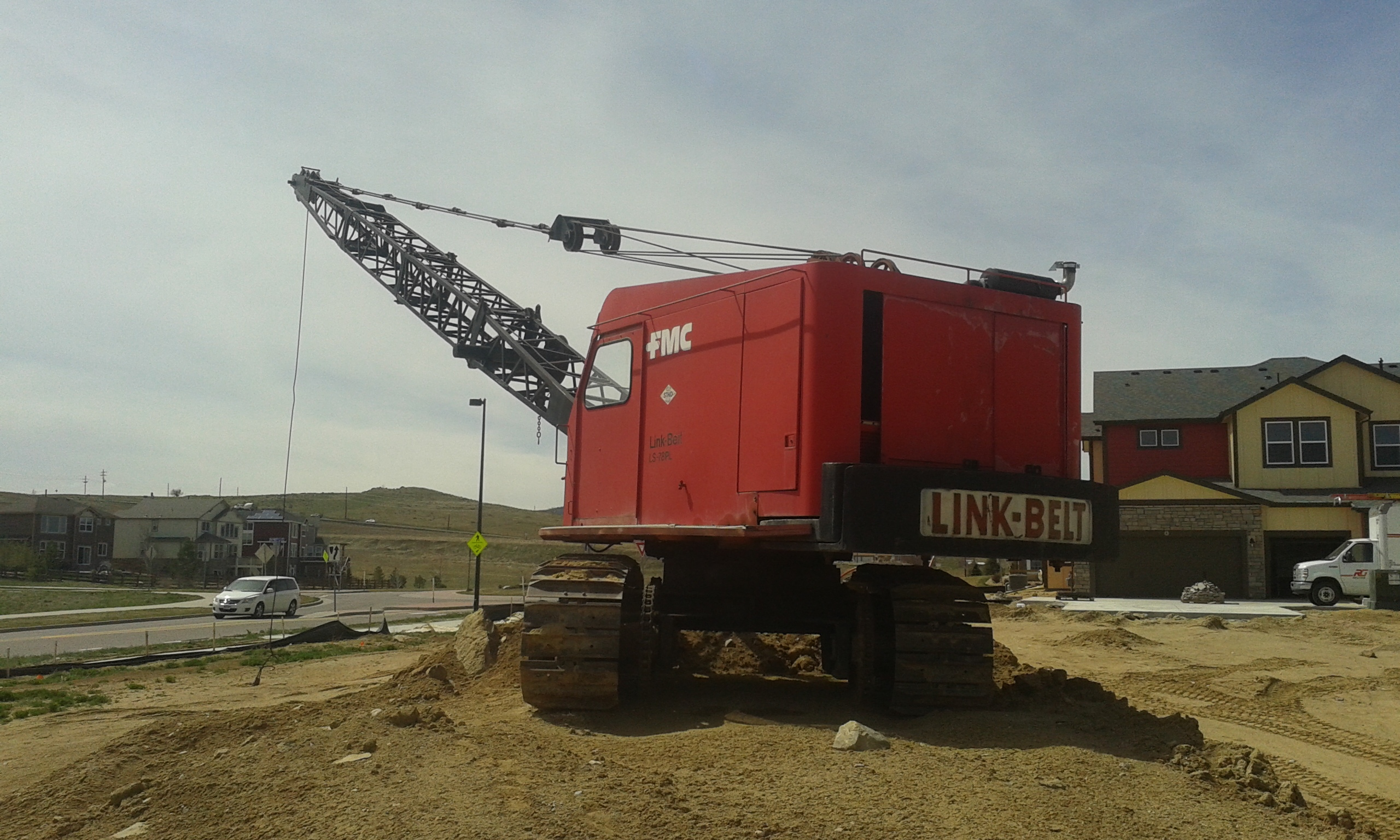

## Продукция

### Корабельная артиллерия

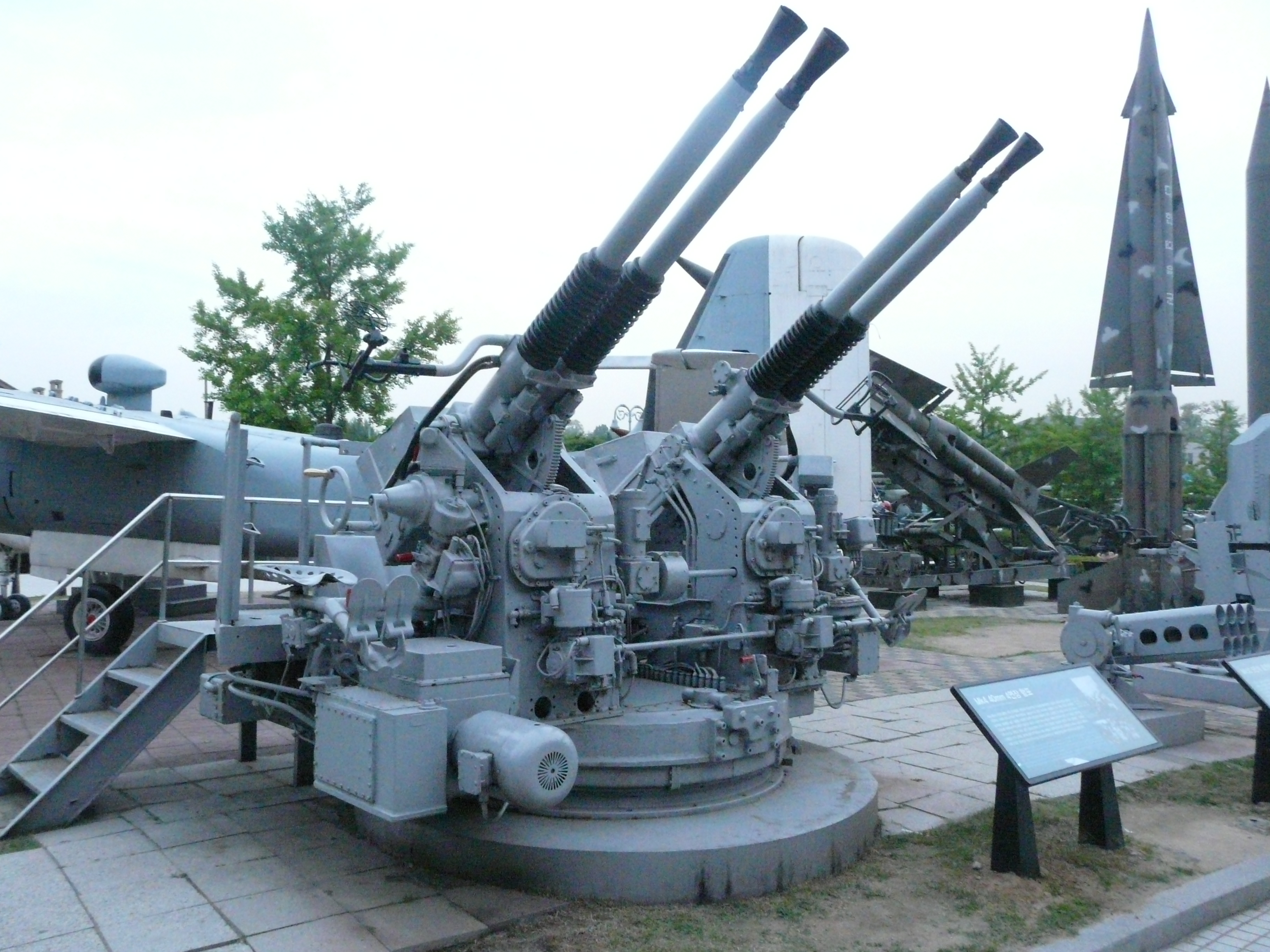
счетверённая зенитная установка Mk 4
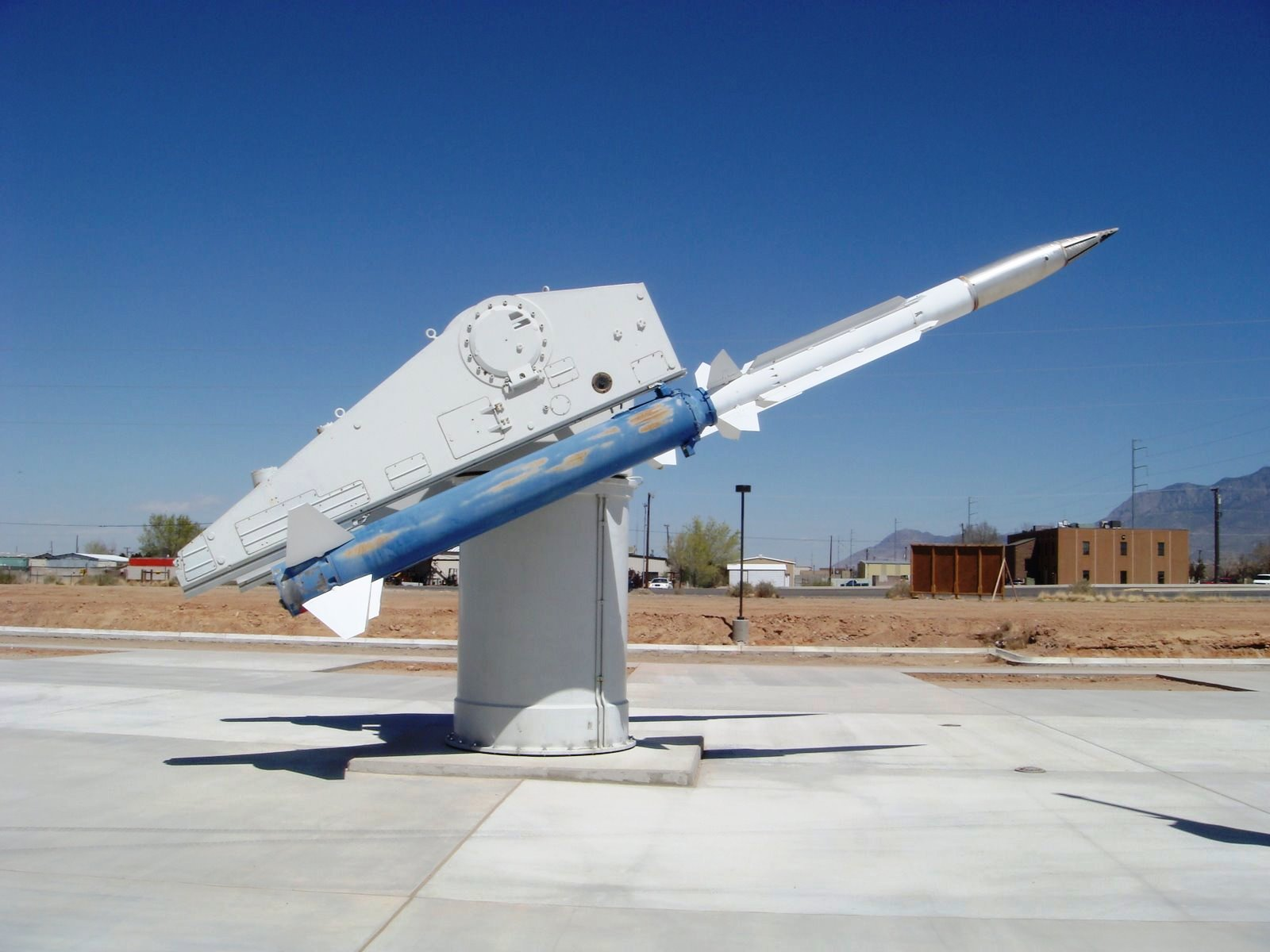
вращающаяся пусковая установка Mk 10
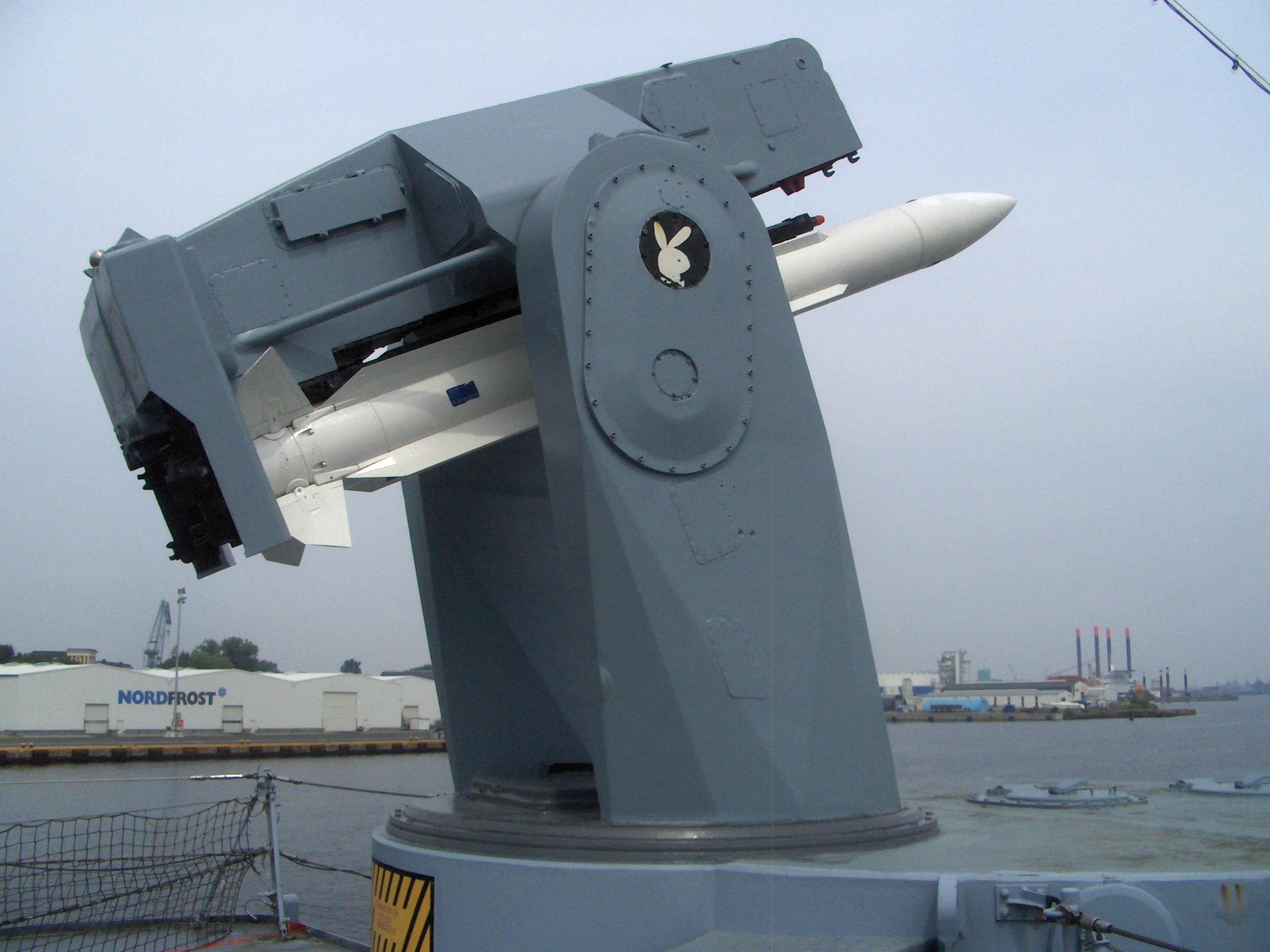
вращающаяся пусковая установка Mk 13
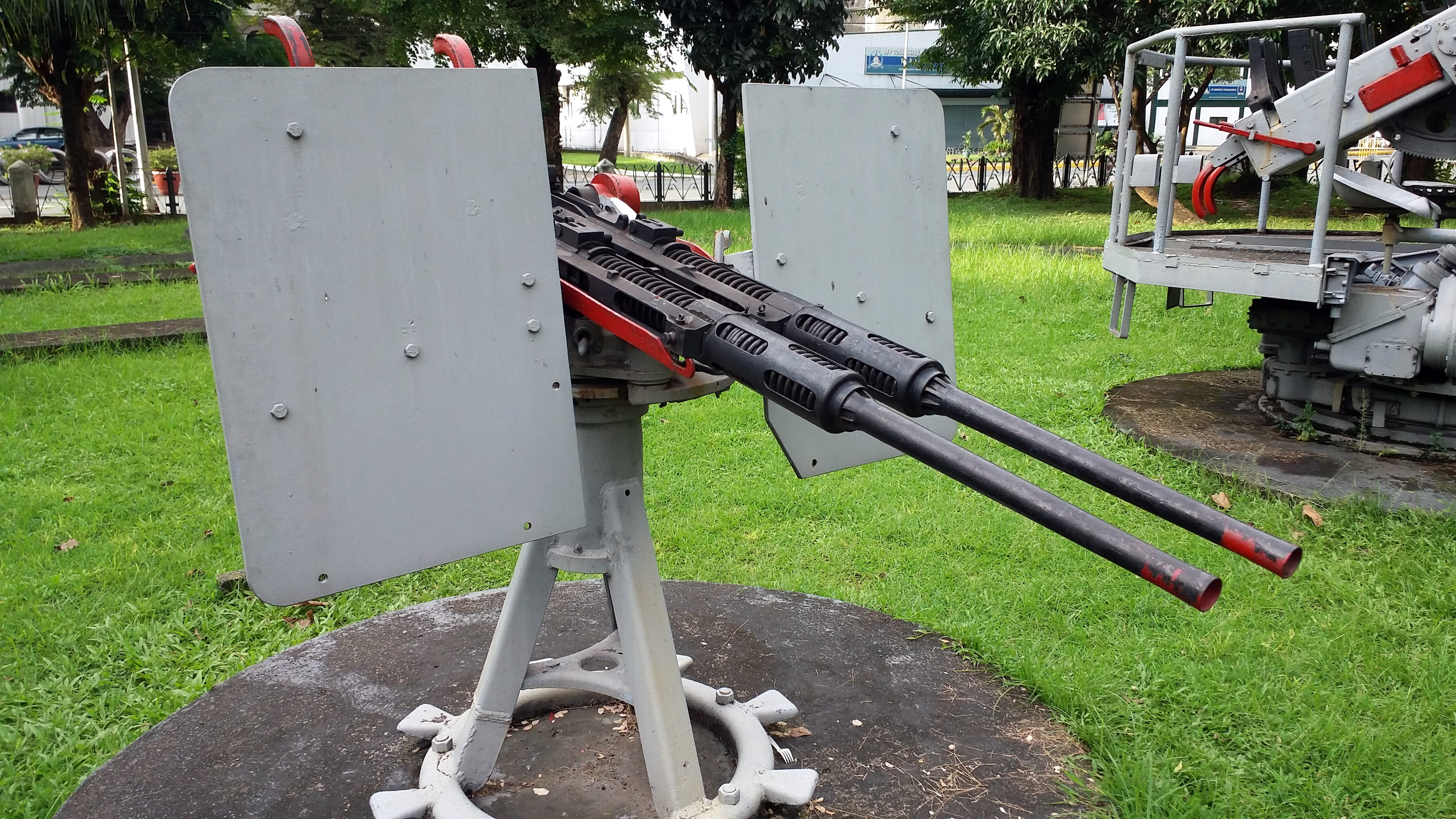
тумбовая зенитная установка Mk 24
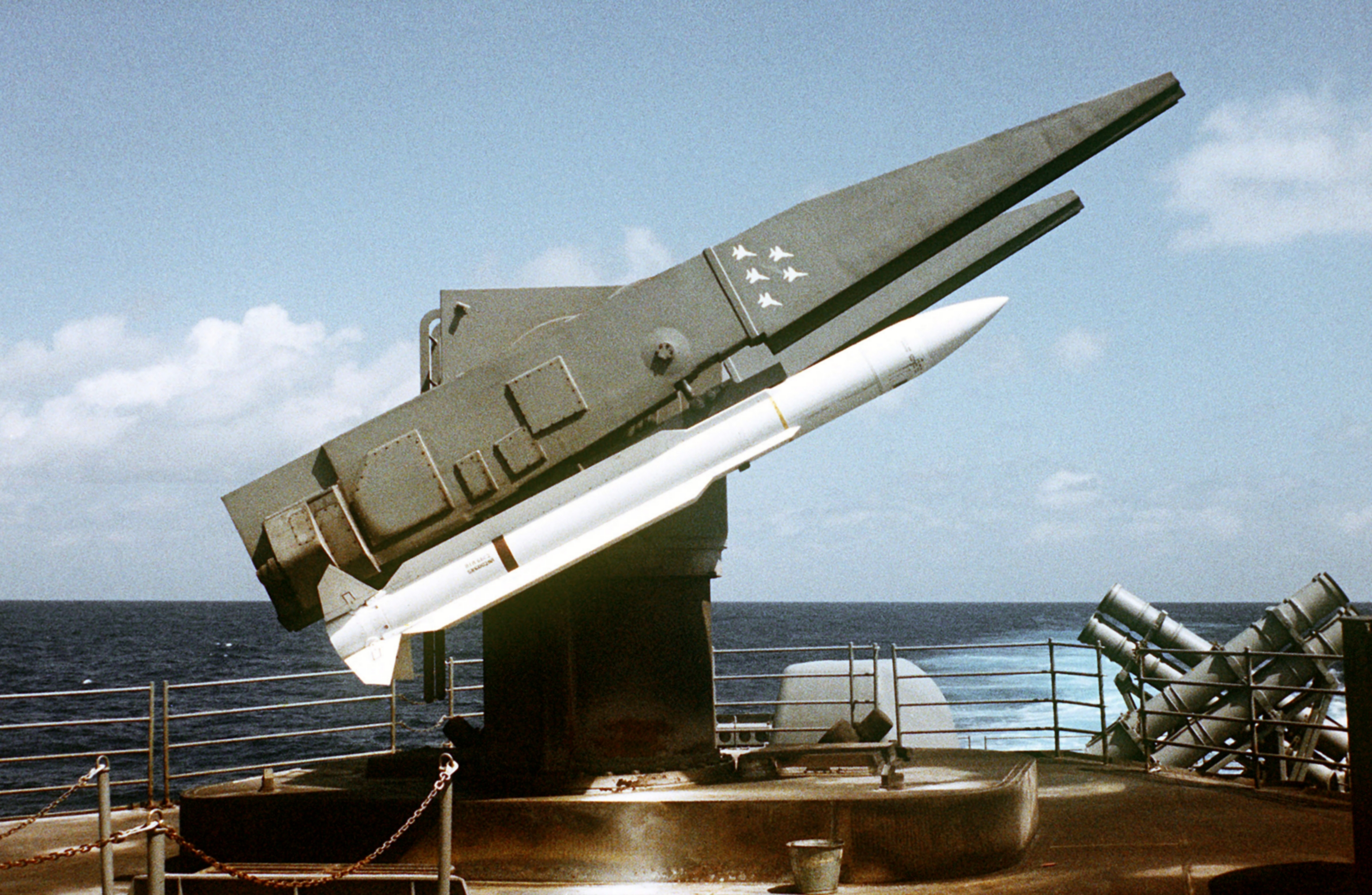
вращающаяся пусковая установка Mk 26
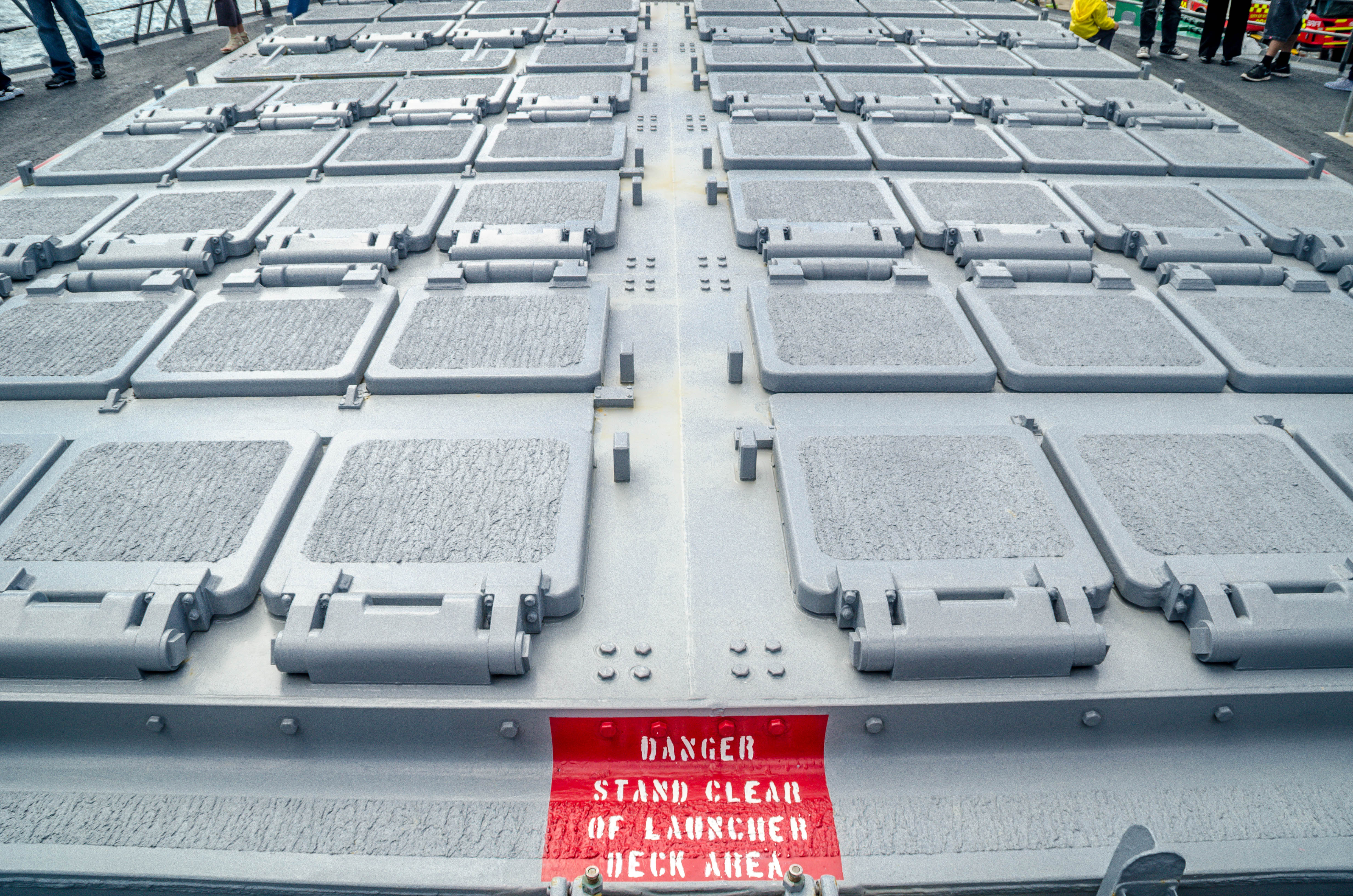
установка вертикального пуска Mk 41
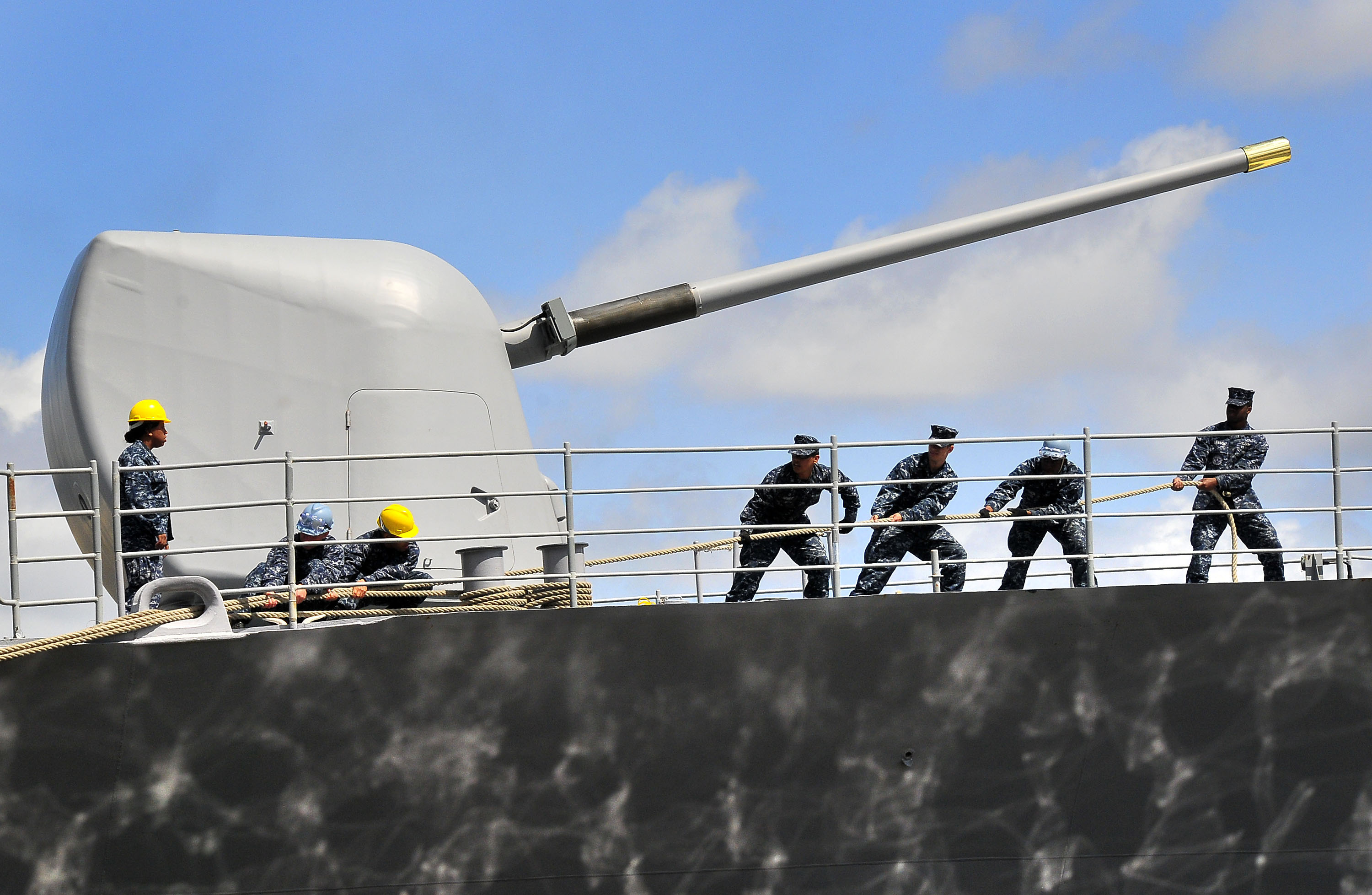
артиллерийская установка Mk 45
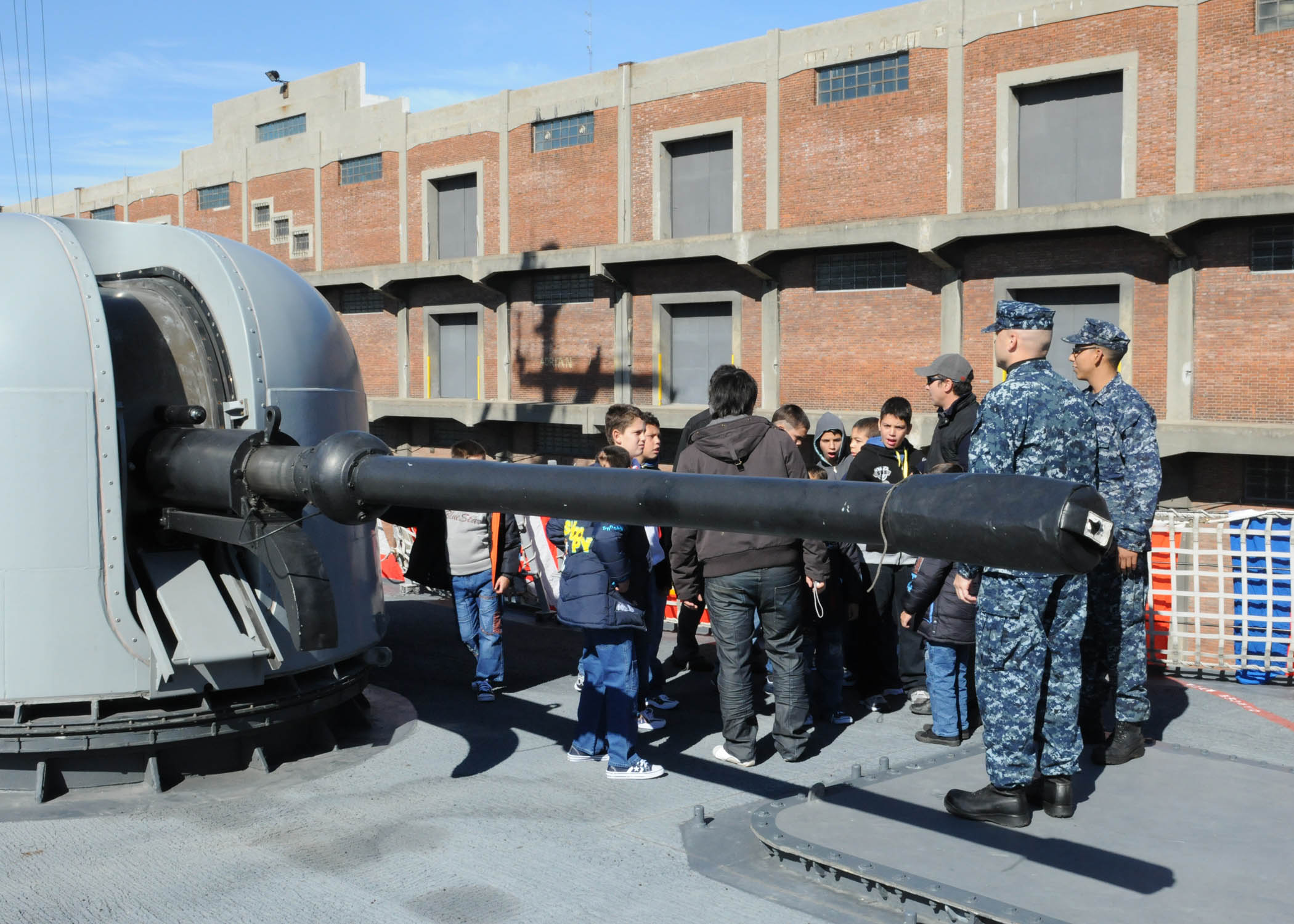
артиллерийская установка Mk 75

### Плавающая бронетехника

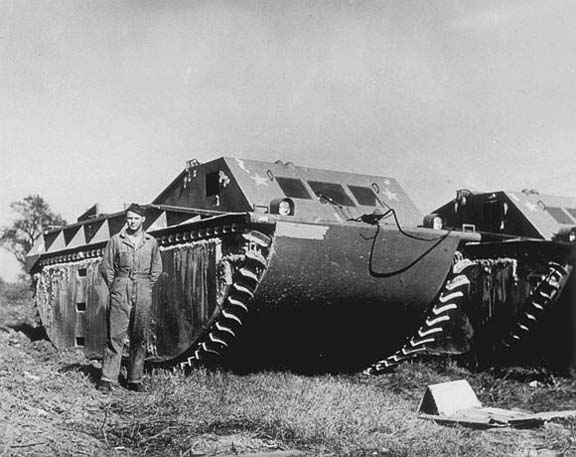
плавающий бронетранспортёр LVT1
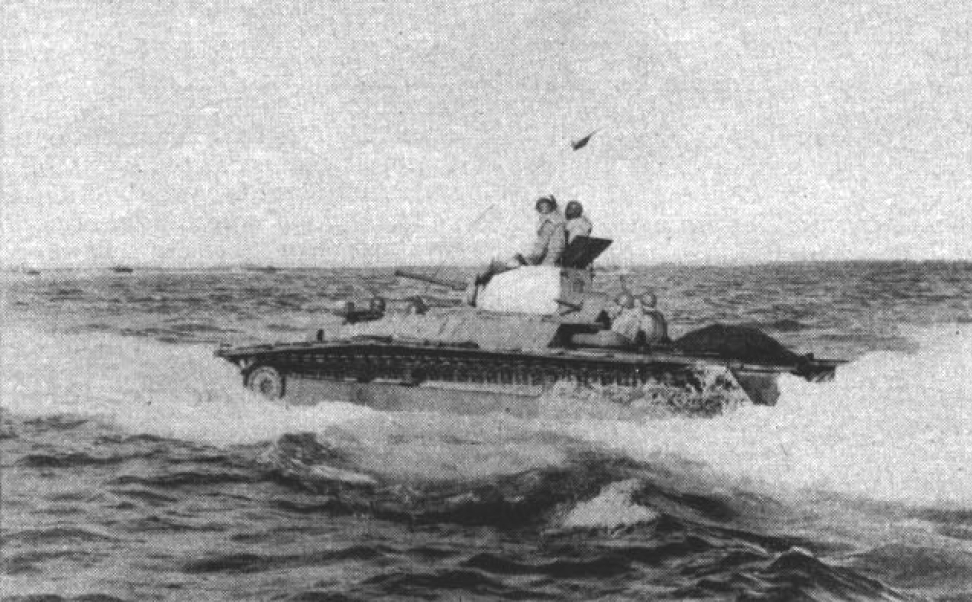
плавающий танк LVTA1
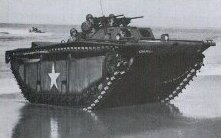
плавающий бронетранспортёр LVT2
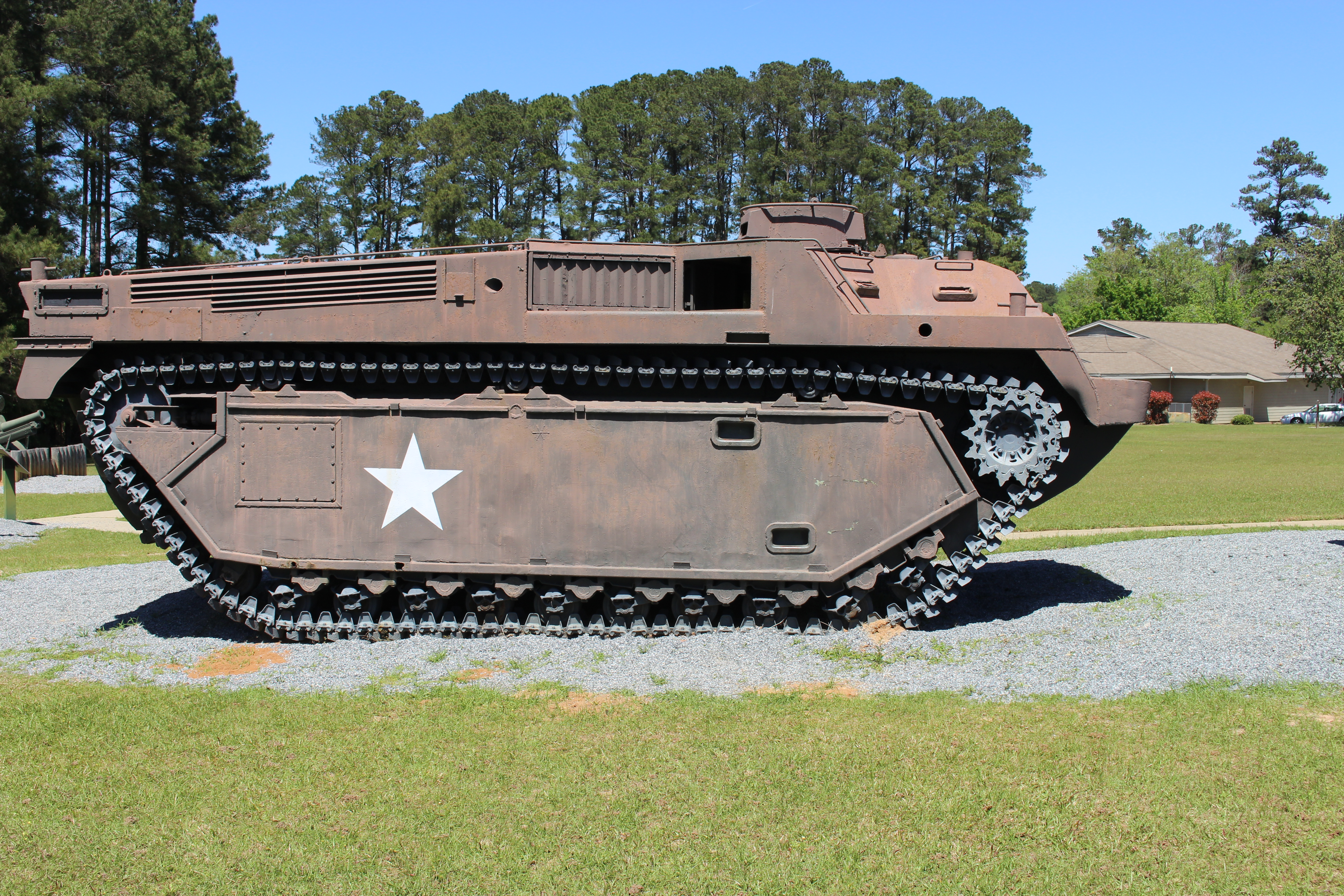
плавающий бронетранспортёр LVT3
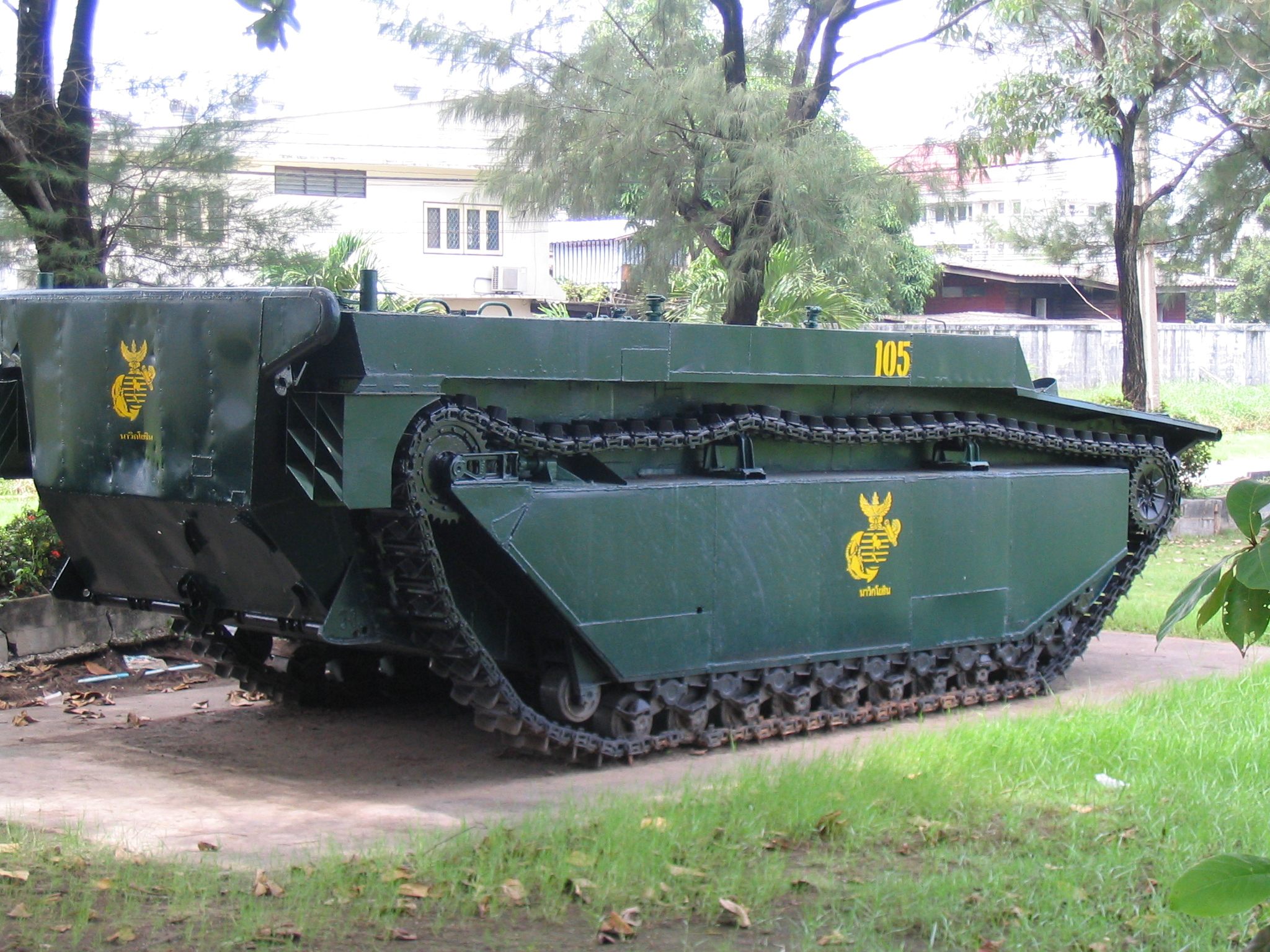
плавающий бронетранспортёр LVT4
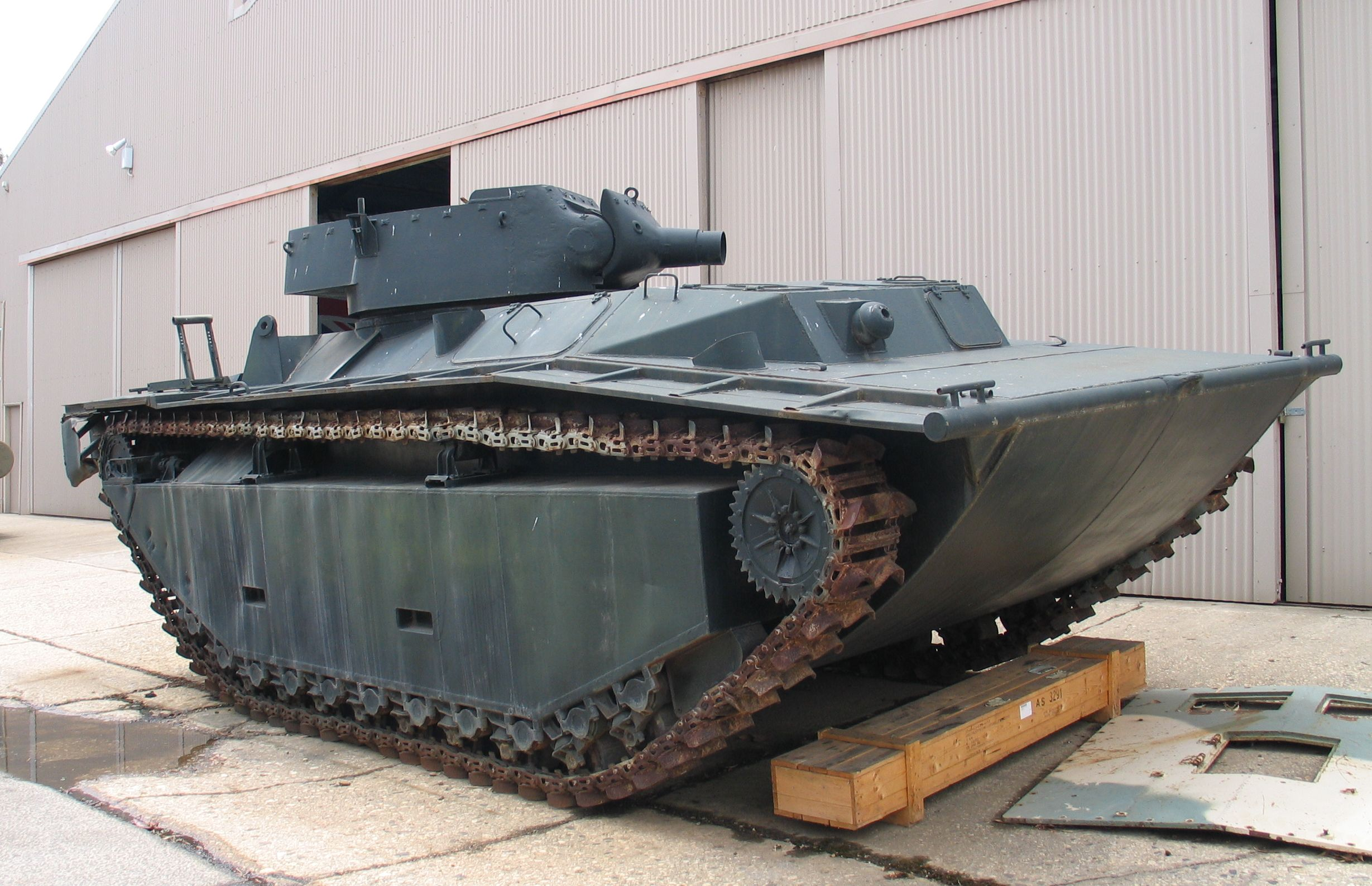
плавающий танк LVTA-4
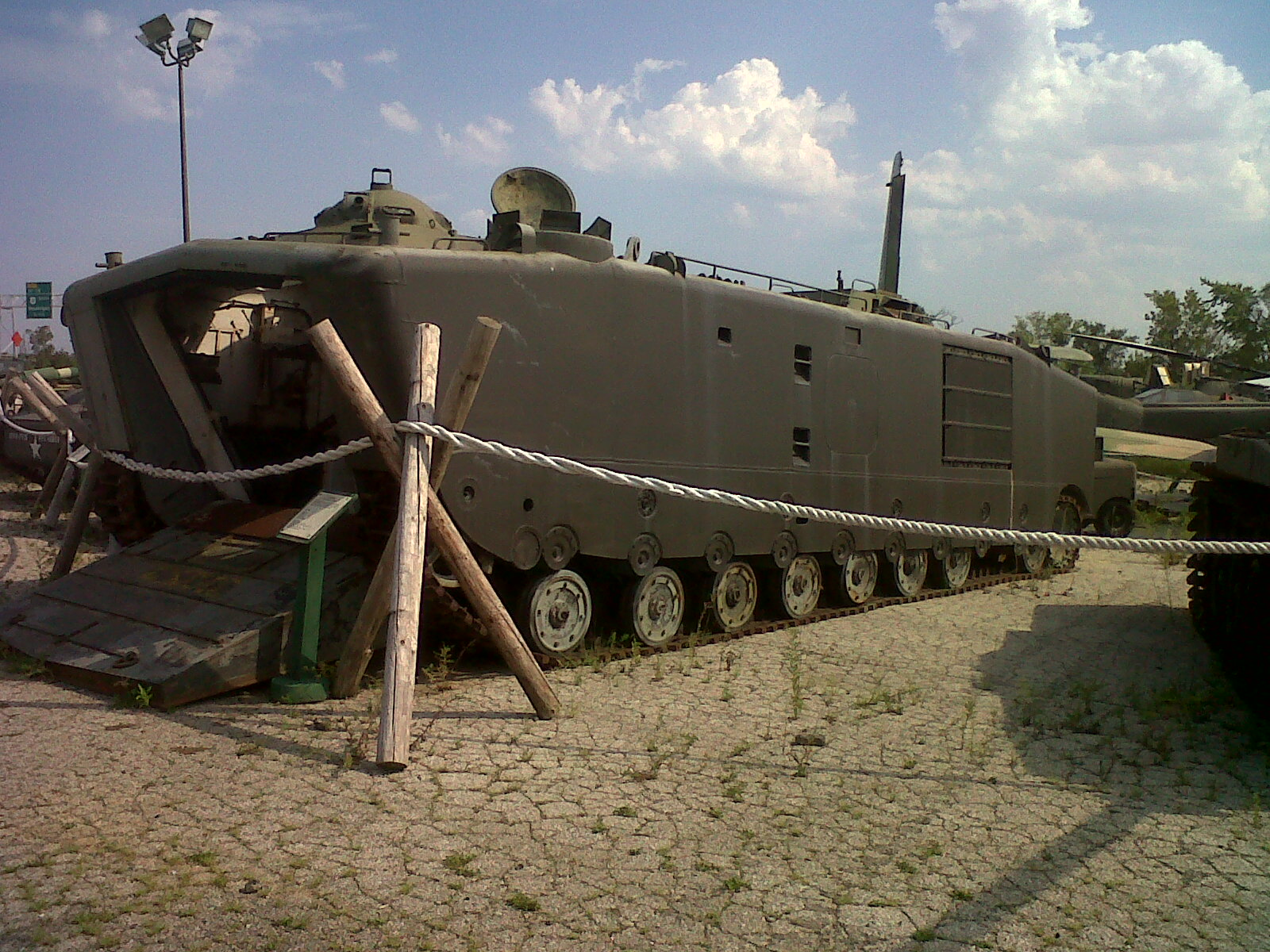
плавающий бронетранспортёр LVT5
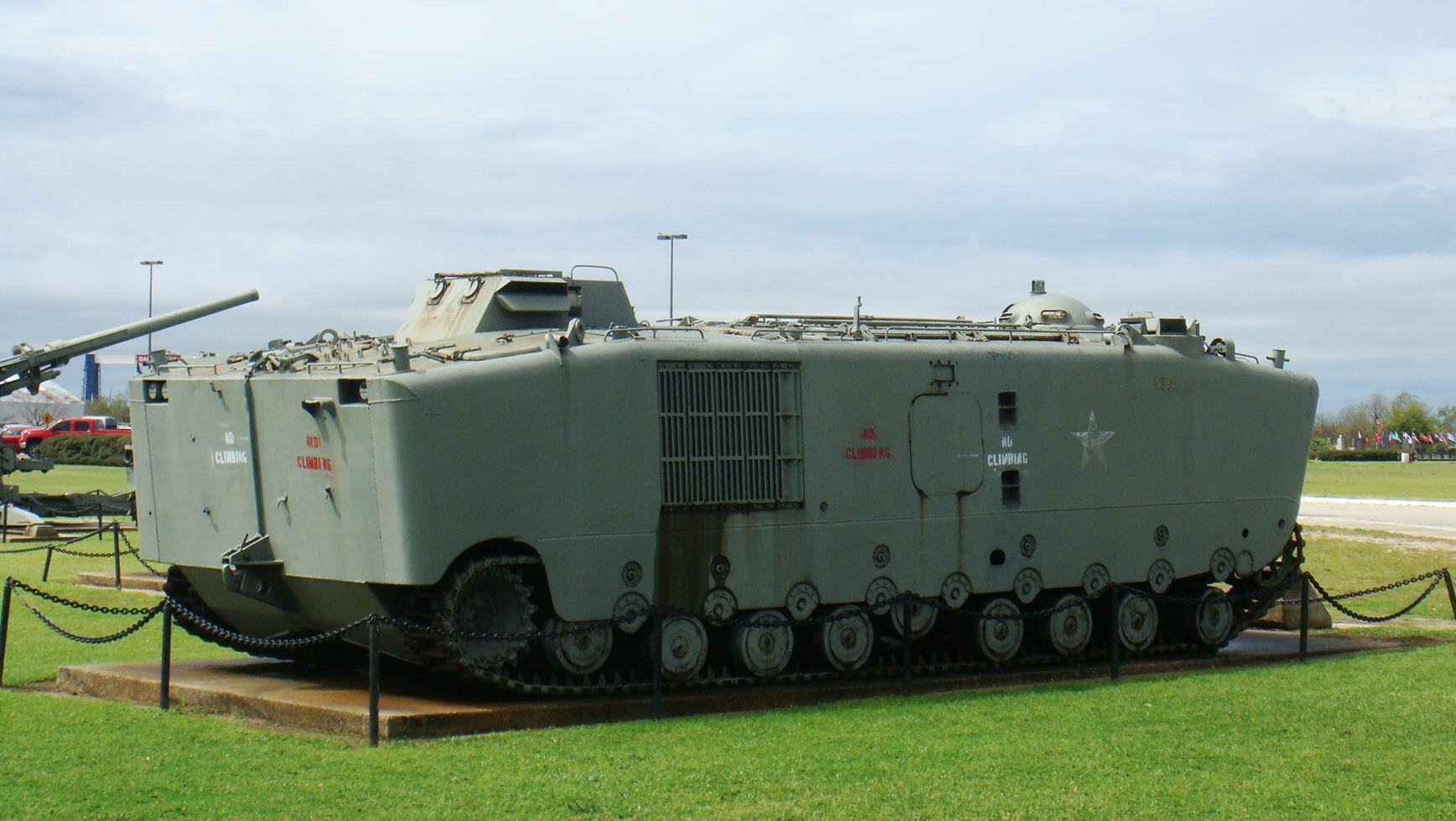
плавающий бронетранспортёр LVT5A1
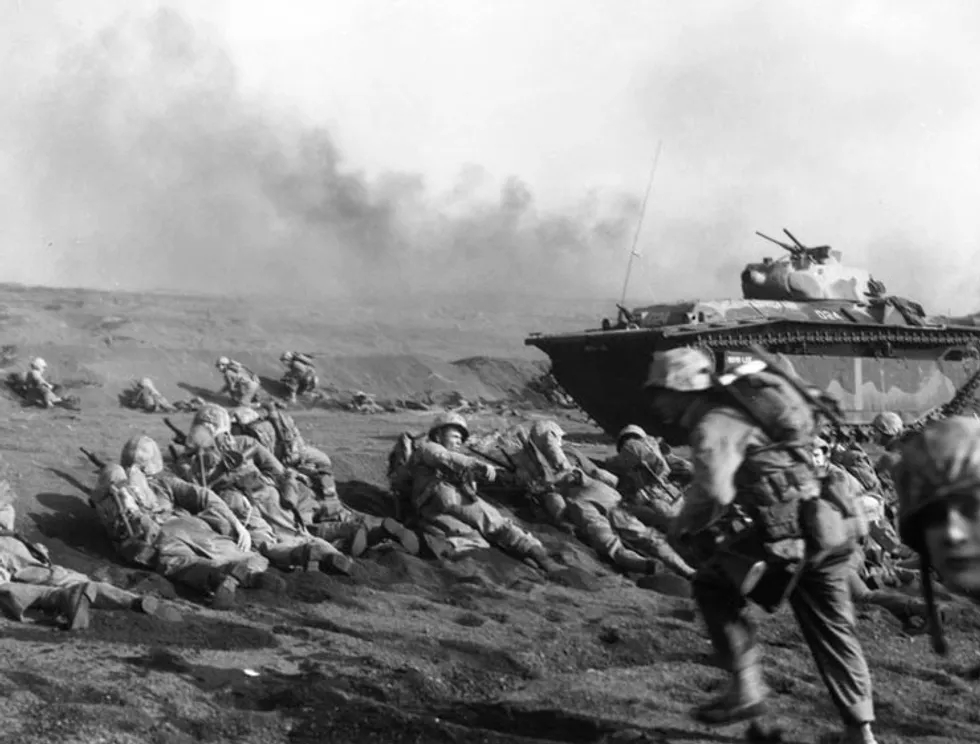
плавающий танк LVTA5
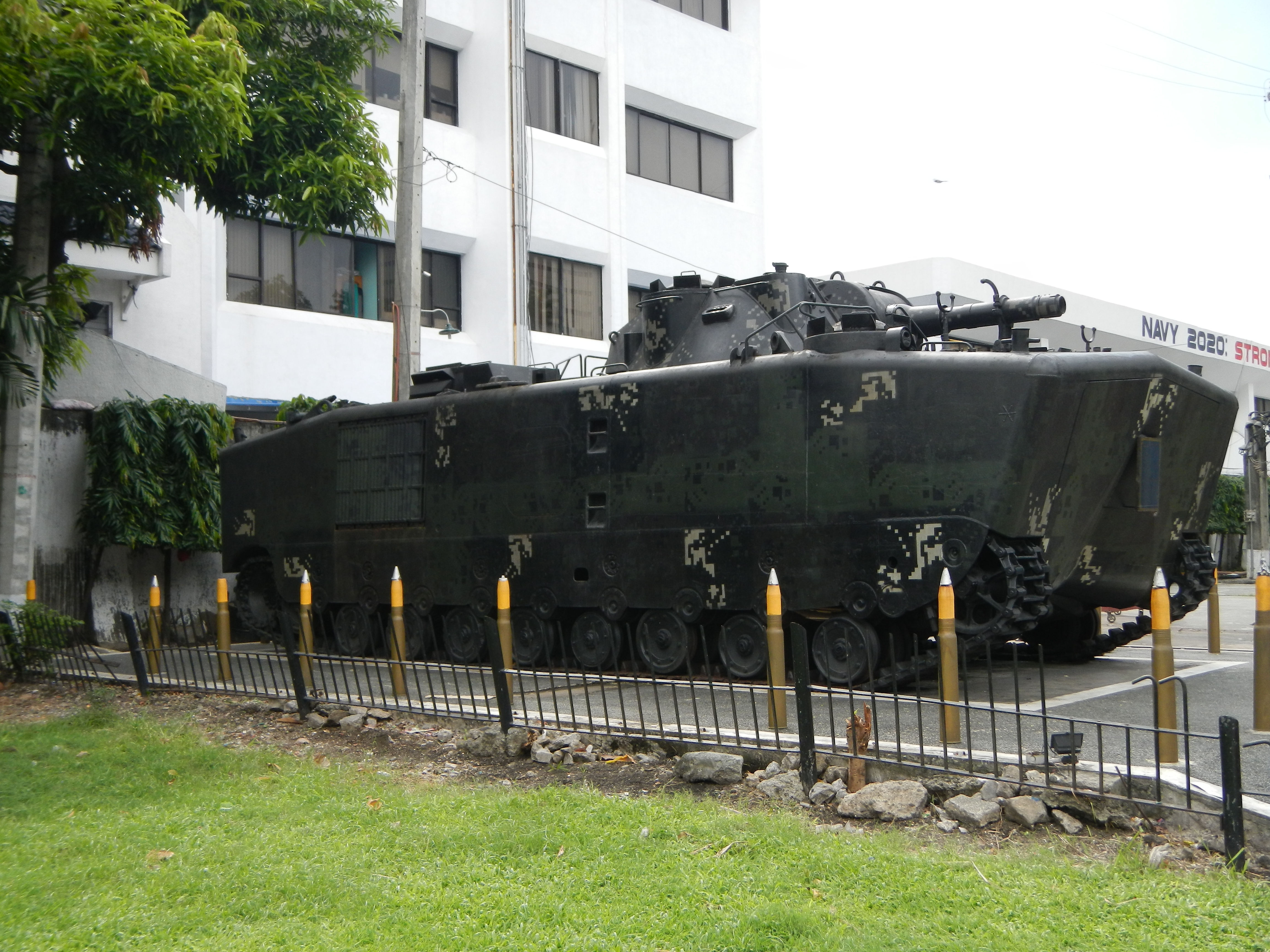
плавающий бронетранспортёр LVTH6A1
плавающий бронетранспортёр LVT7

### Сухопутная бронетехника

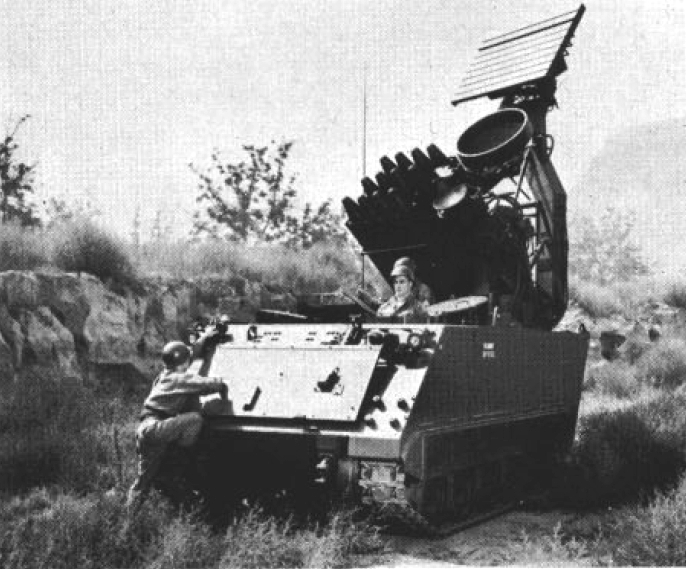
самоходный зенитный ракетный комплекс MIM-46
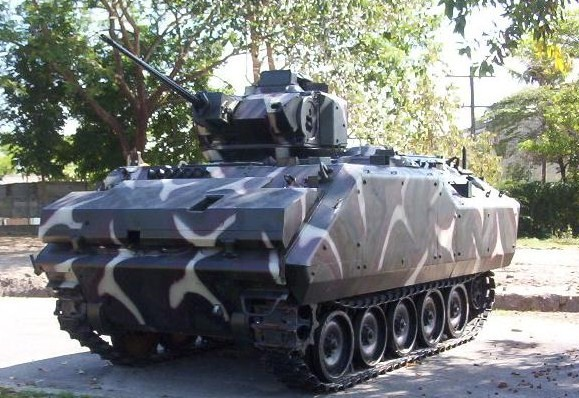
боевая машина пехоты AIFV-25
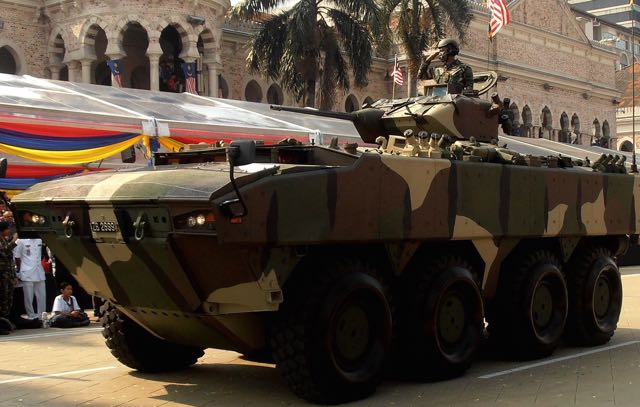
бронетранспортёр AV8
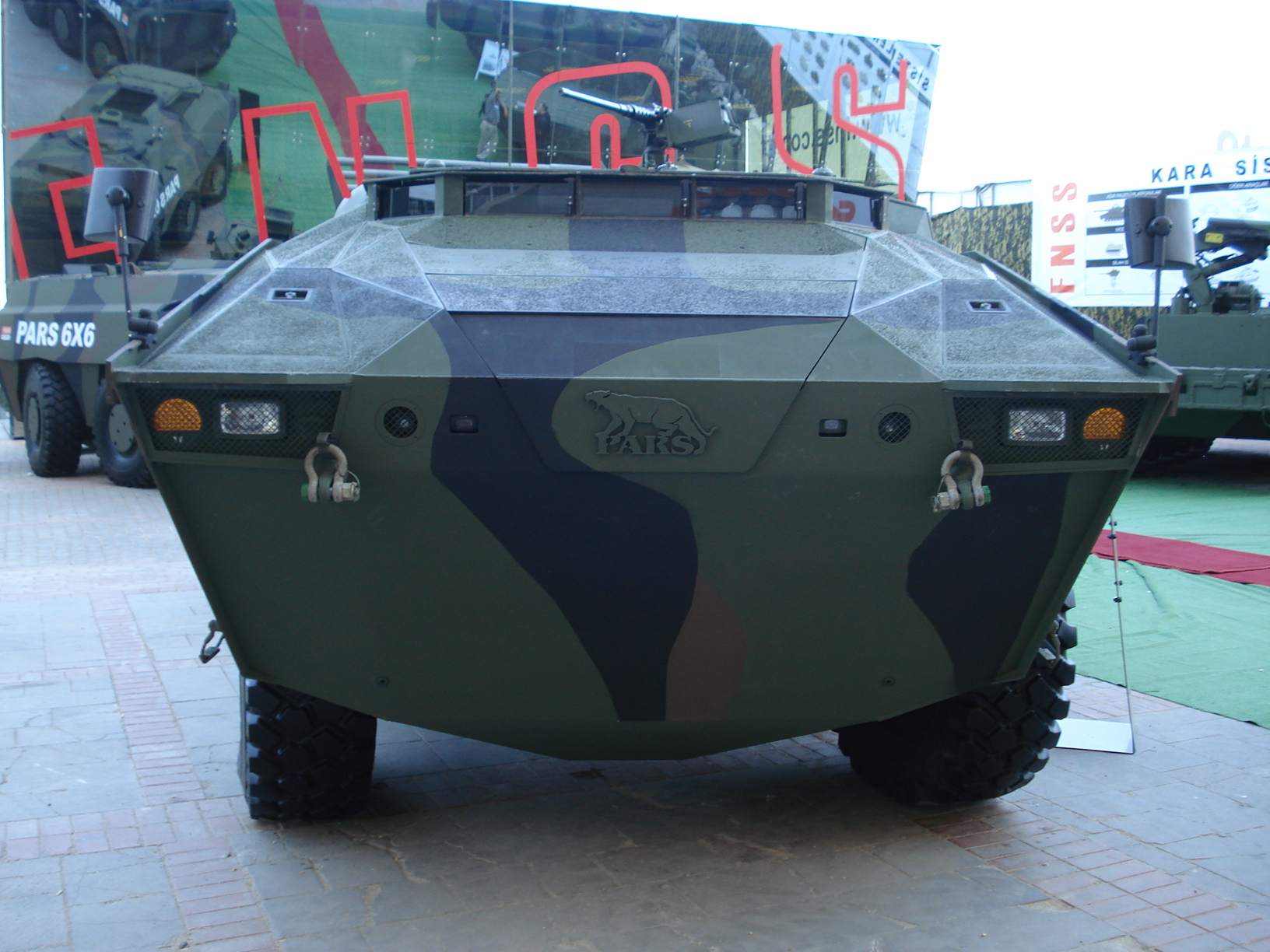
бронетранспортёр FNSS Pars
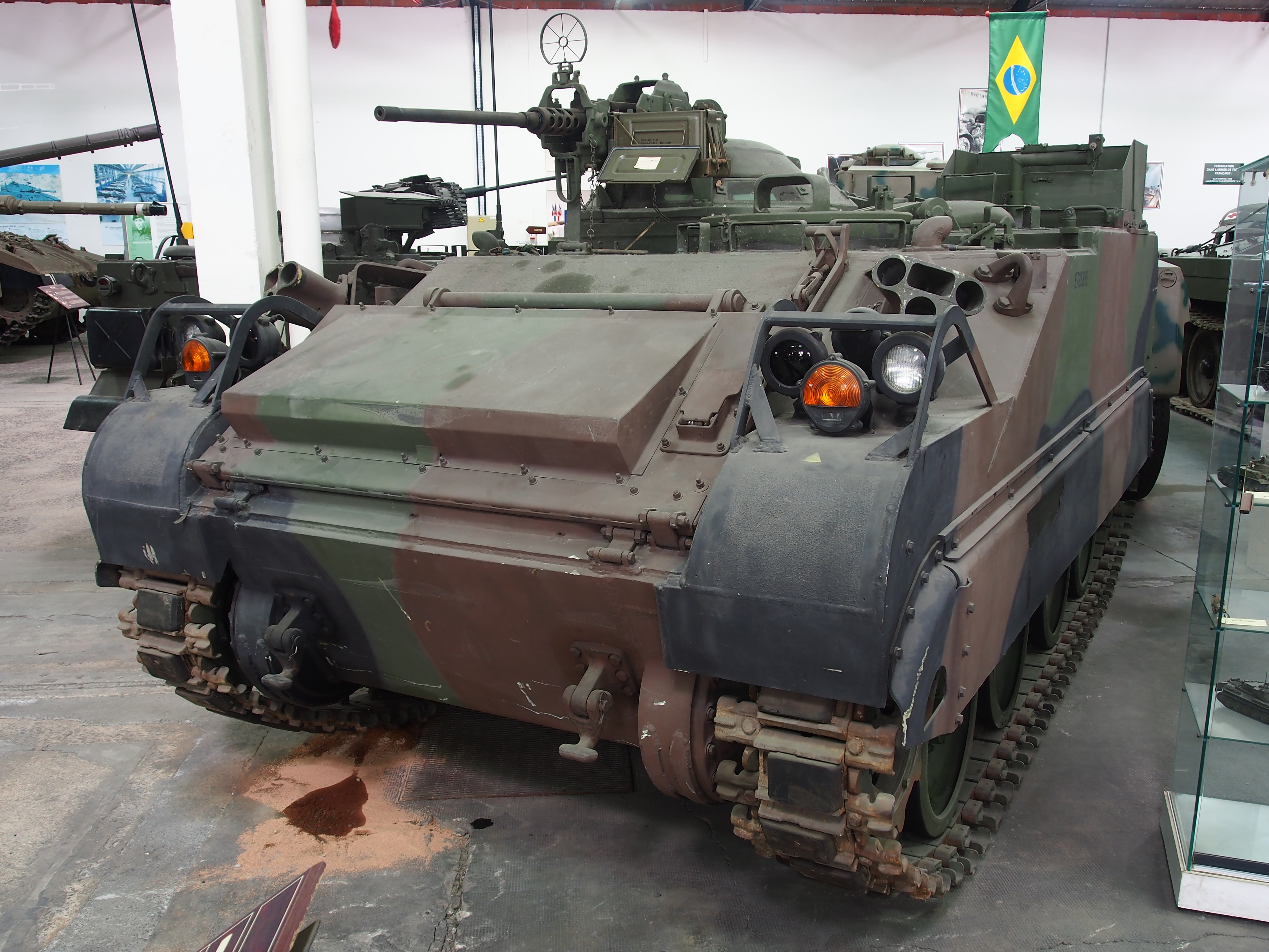
боевая разведывательная машина Lynx
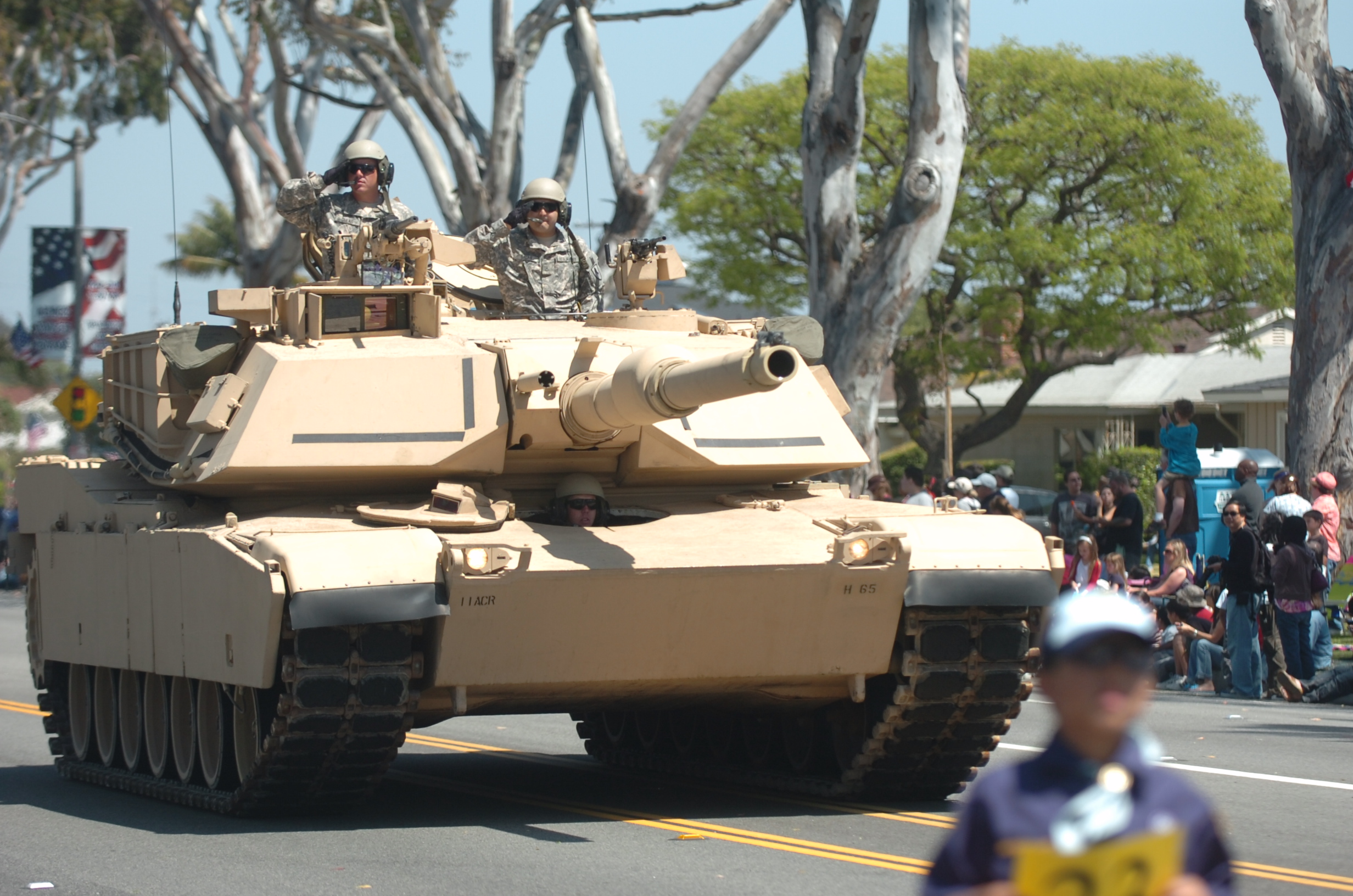
основной боевой танк M1A1
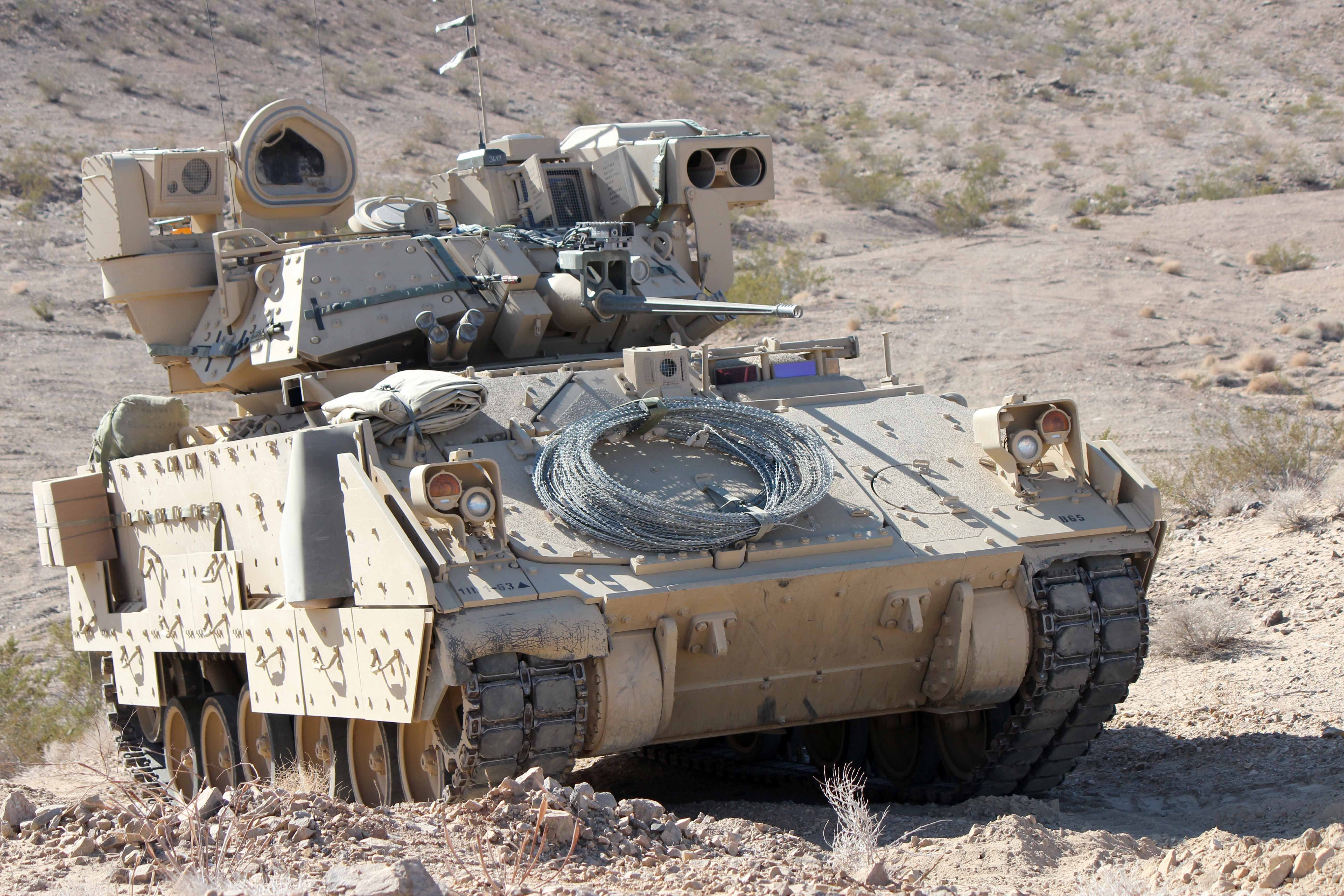
боевая машина пехоты M2
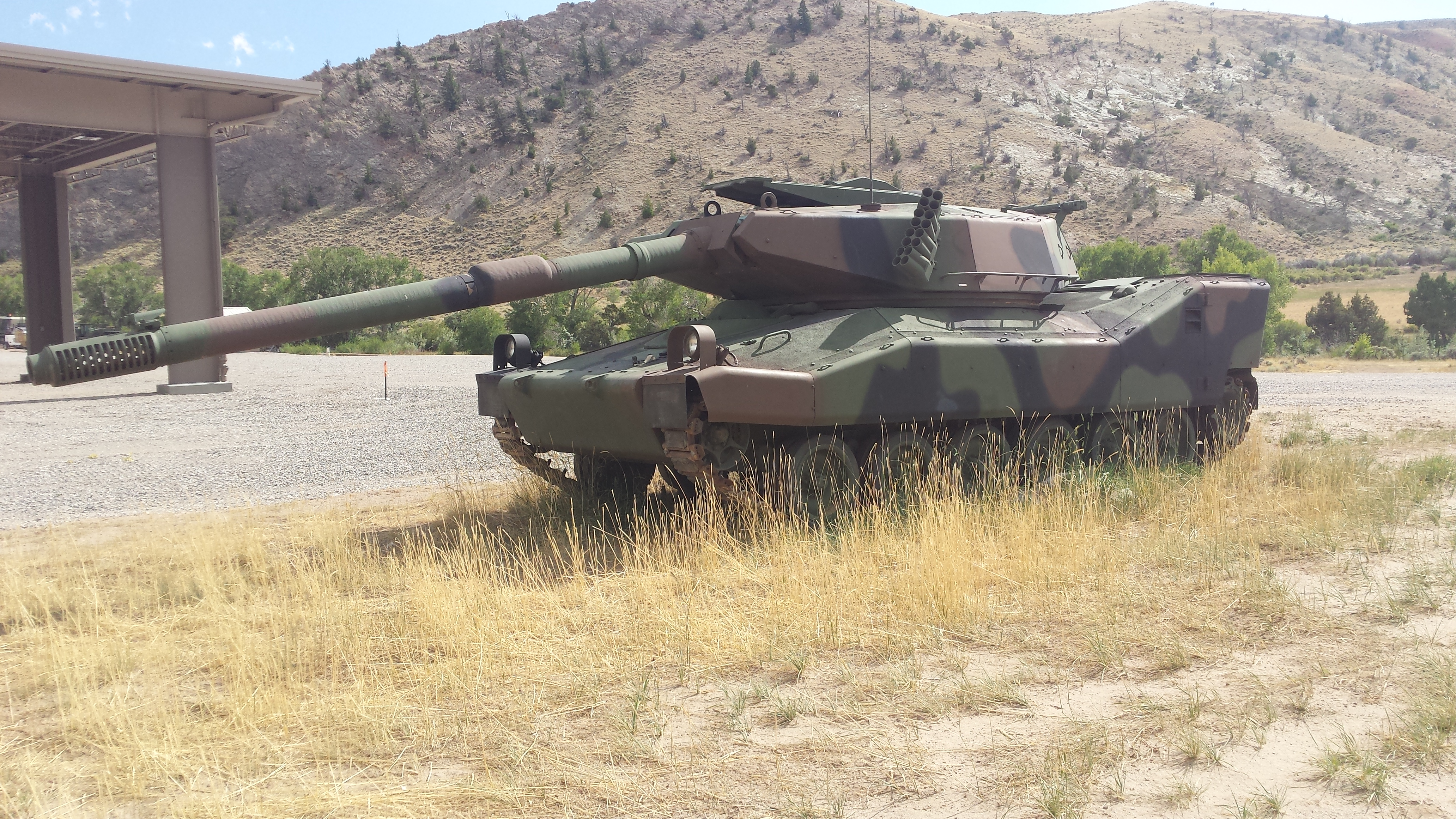
опытный лёгкий авиадесантный танк Close Combat Vehicle Light
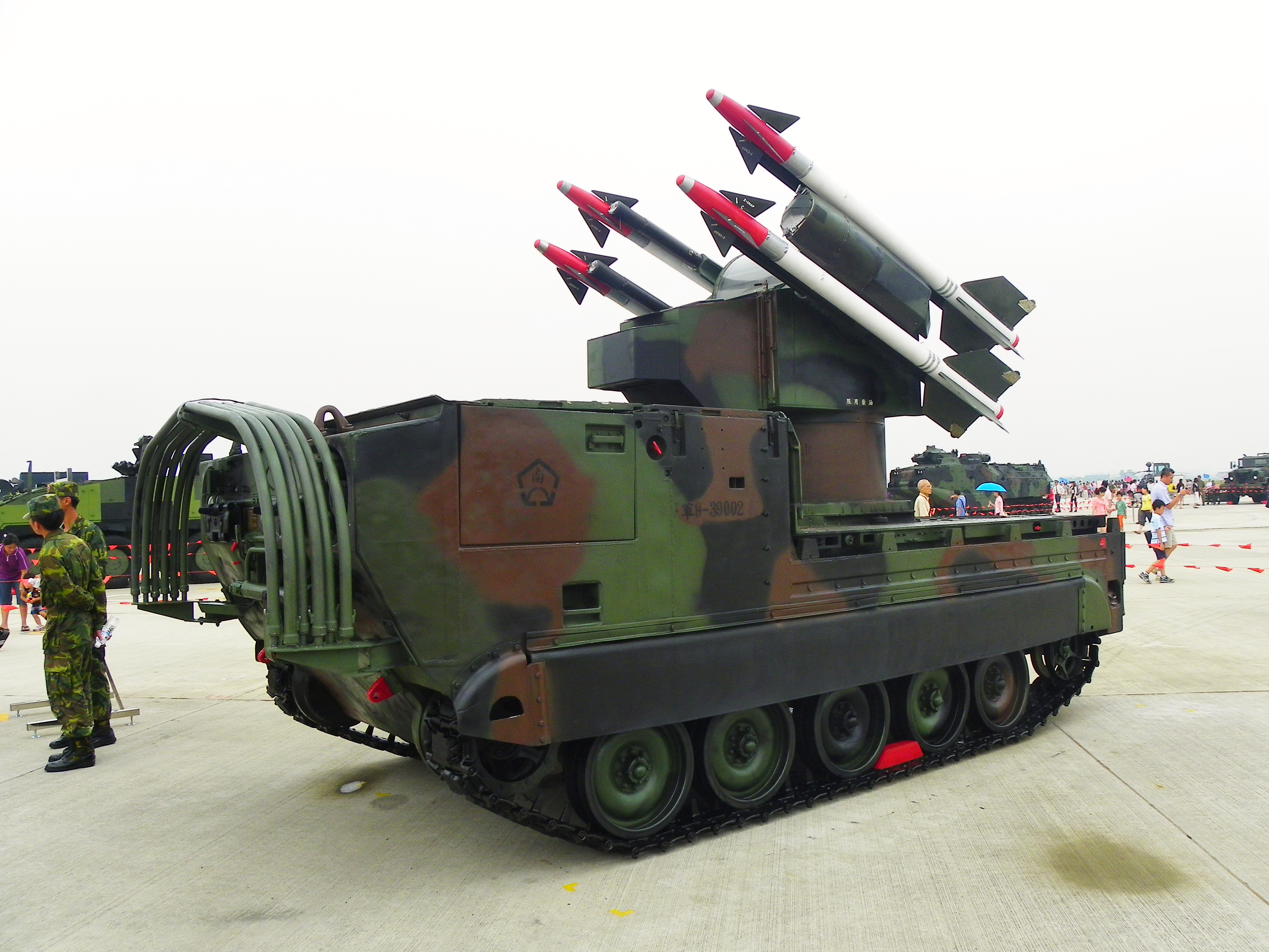
самоходный зенитный ракетный комплекс M48
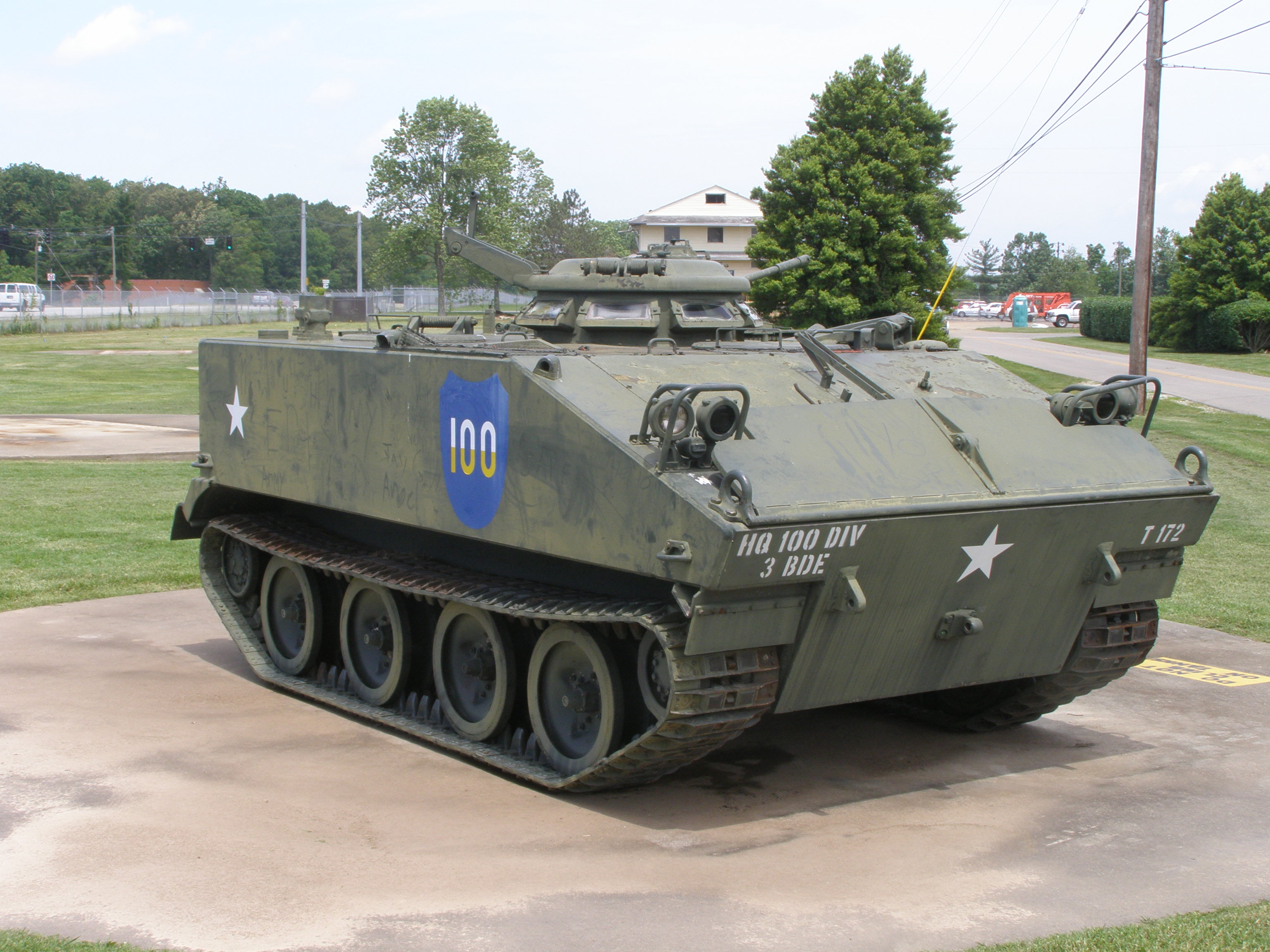
бронетранспортёр M59
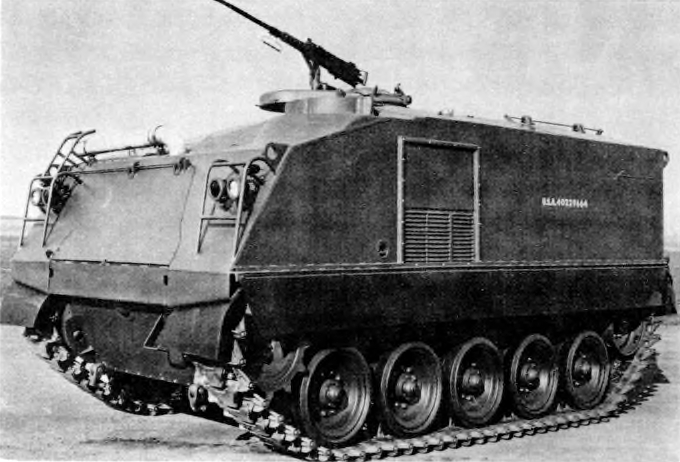
бронетранспортёр M75
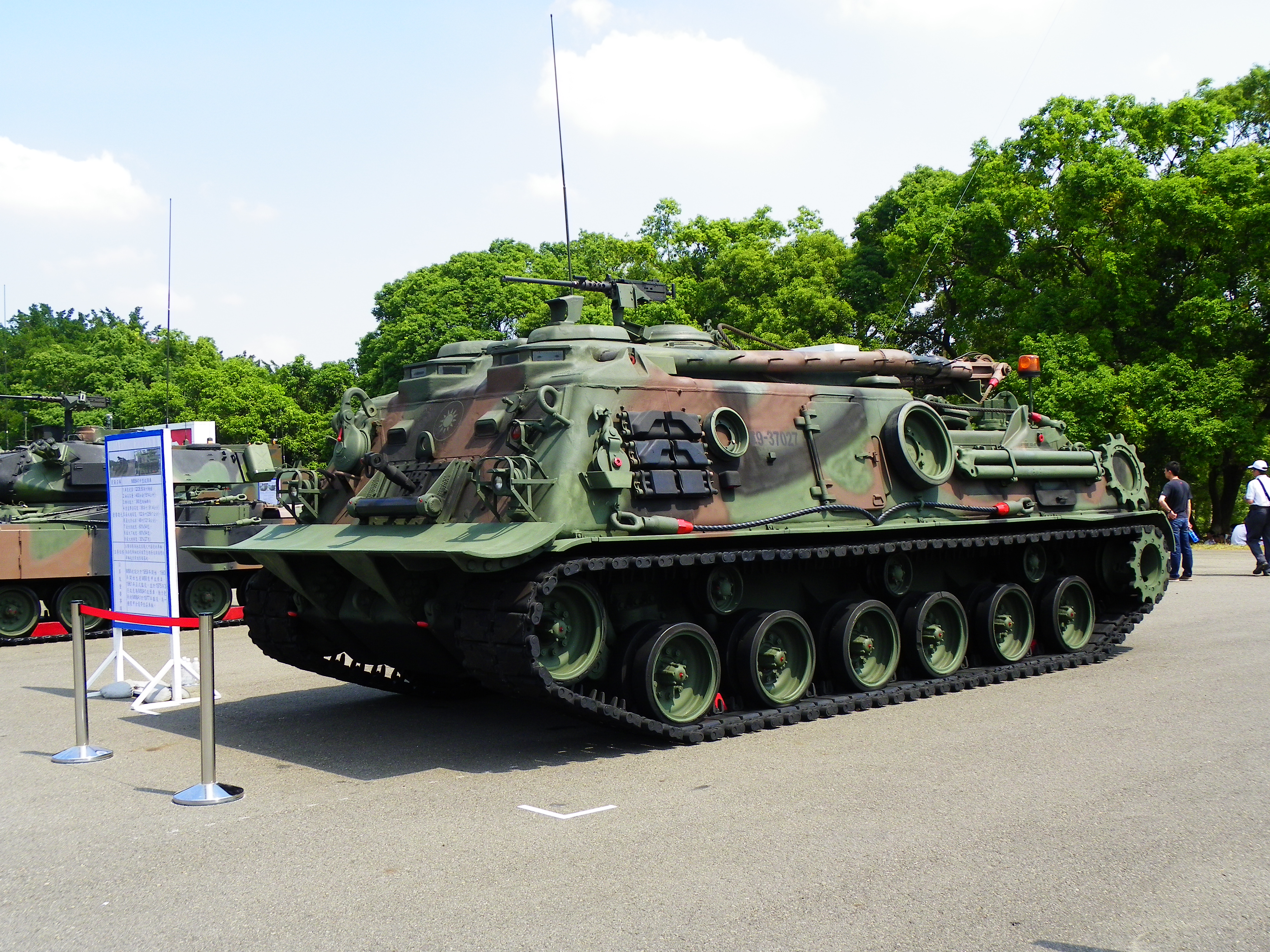
бронированная ремонтно-эвакуационная машина M88A1
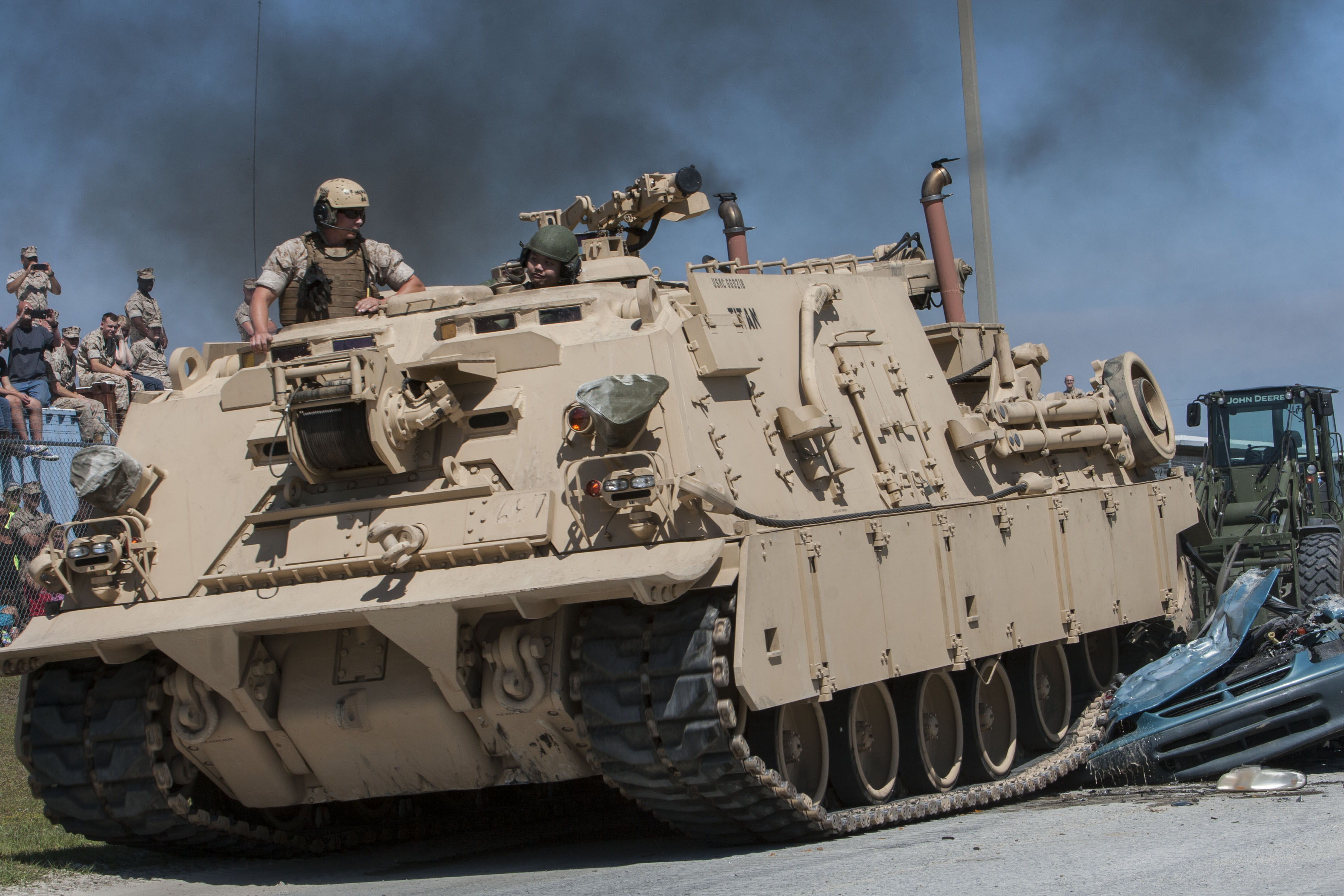
бронированная ремонтно-эвакуационная машина M88A2
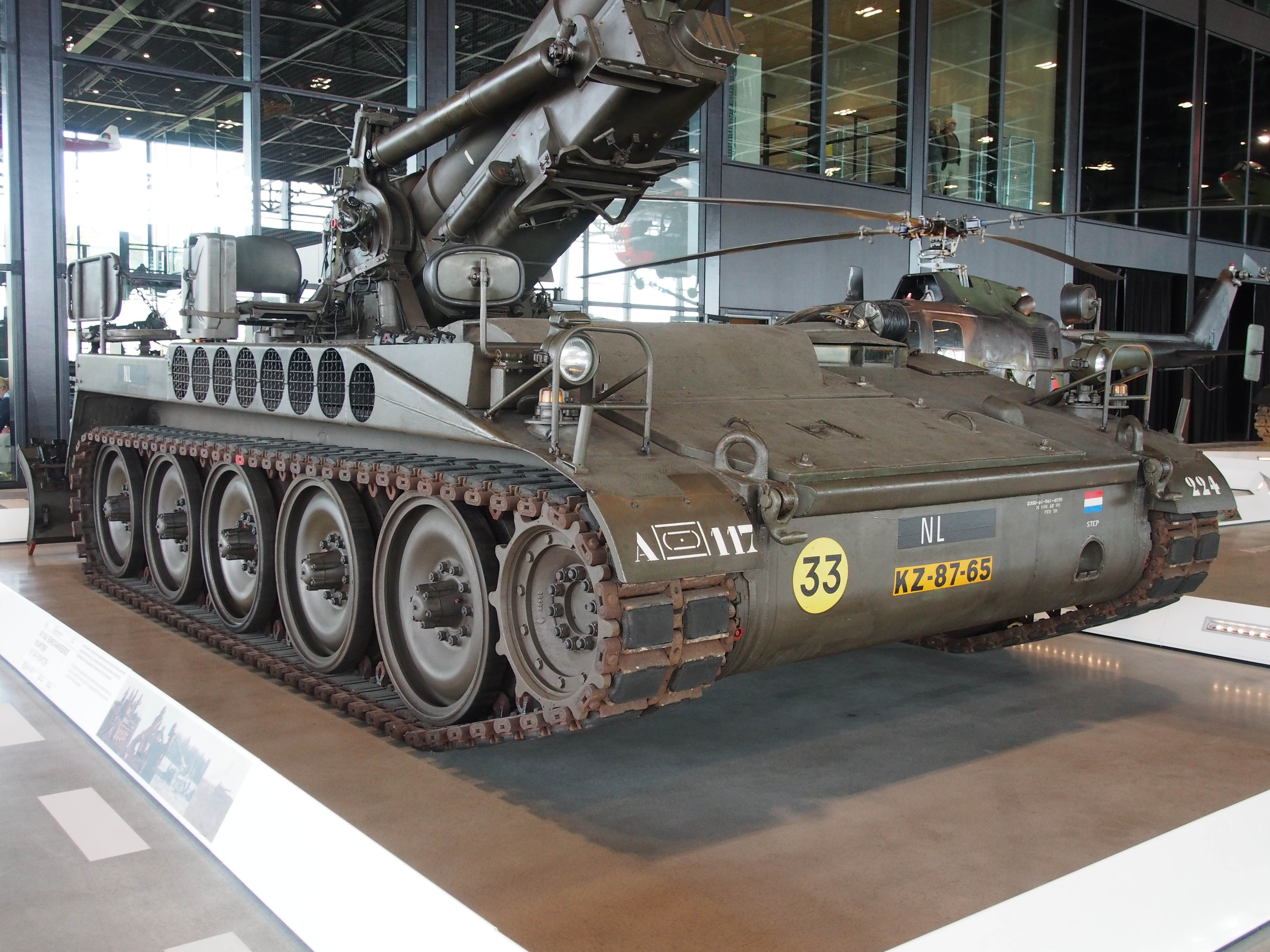
самоходная артиллерийская установка M107
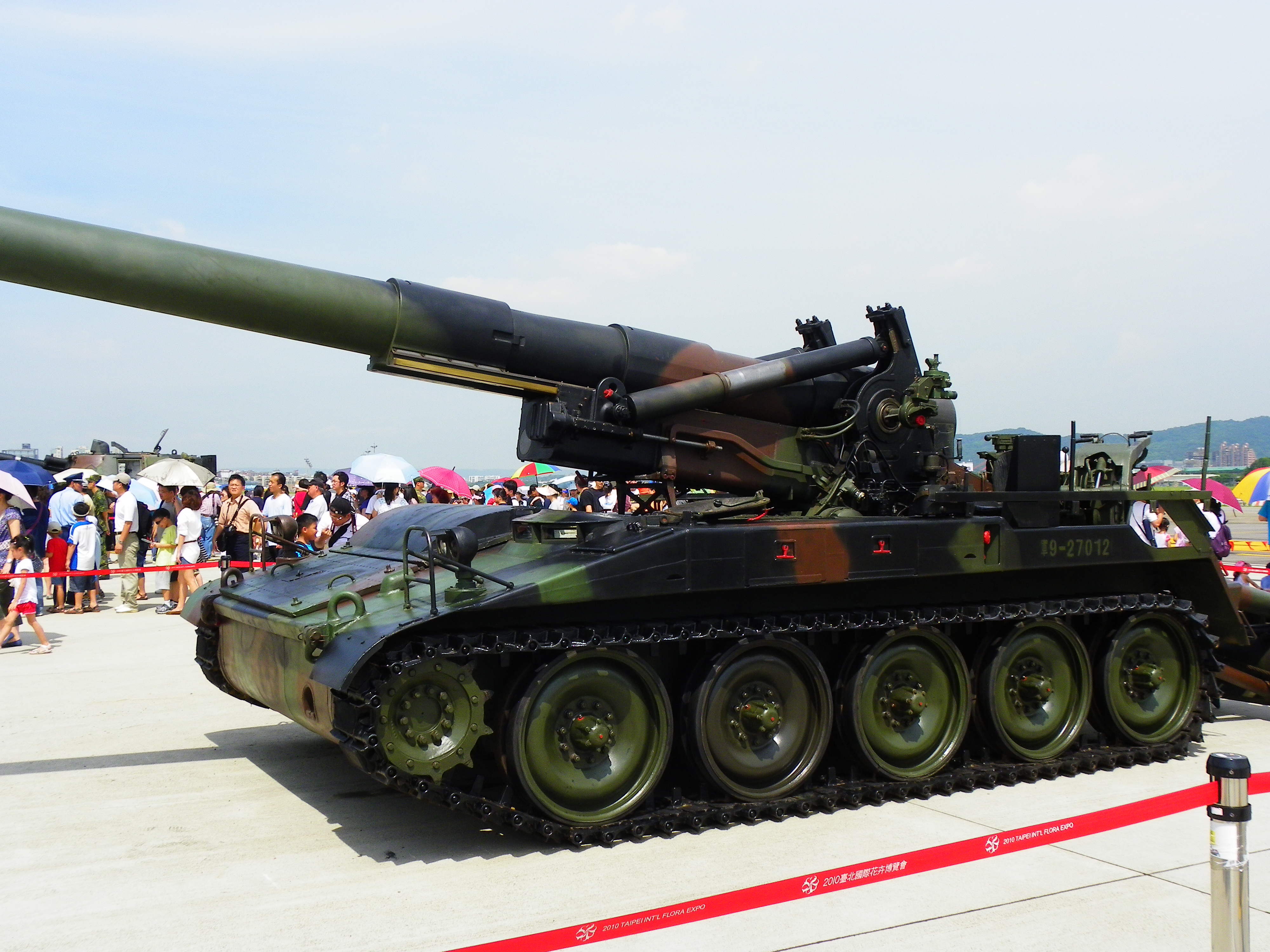
самоходная артиллерийская установка M110
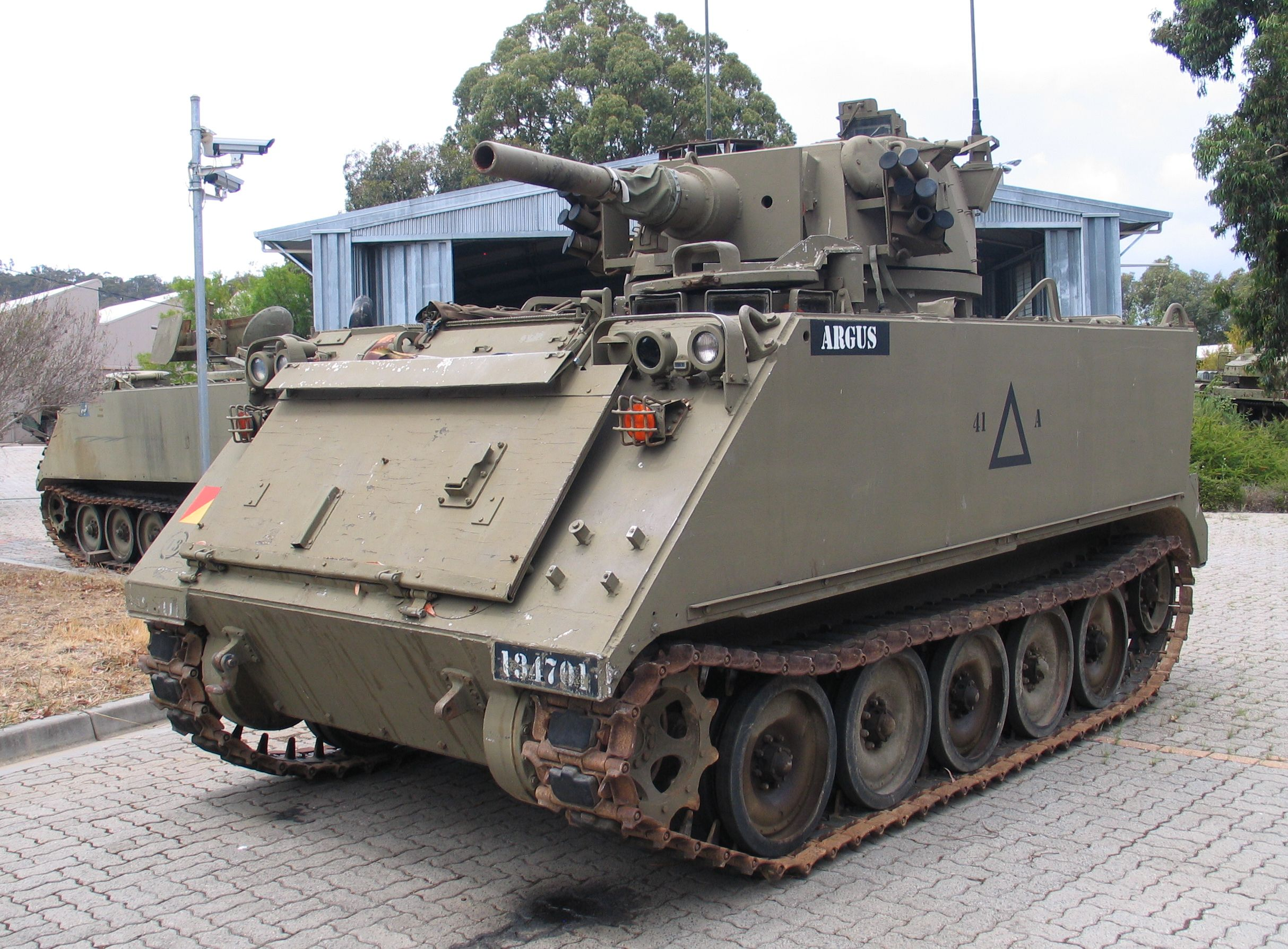
бронетранспортёр M113
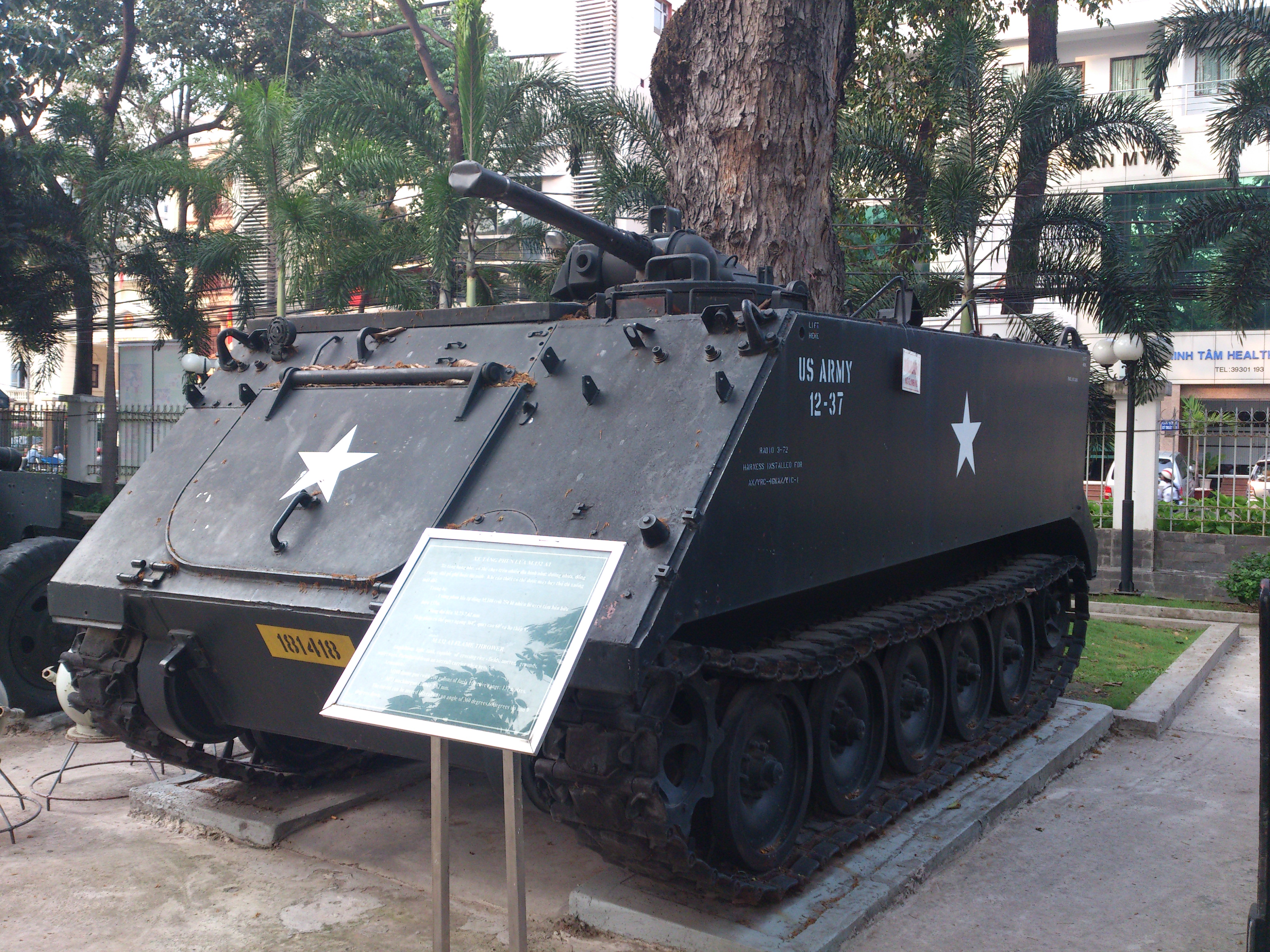
самоходный огнемёт M132
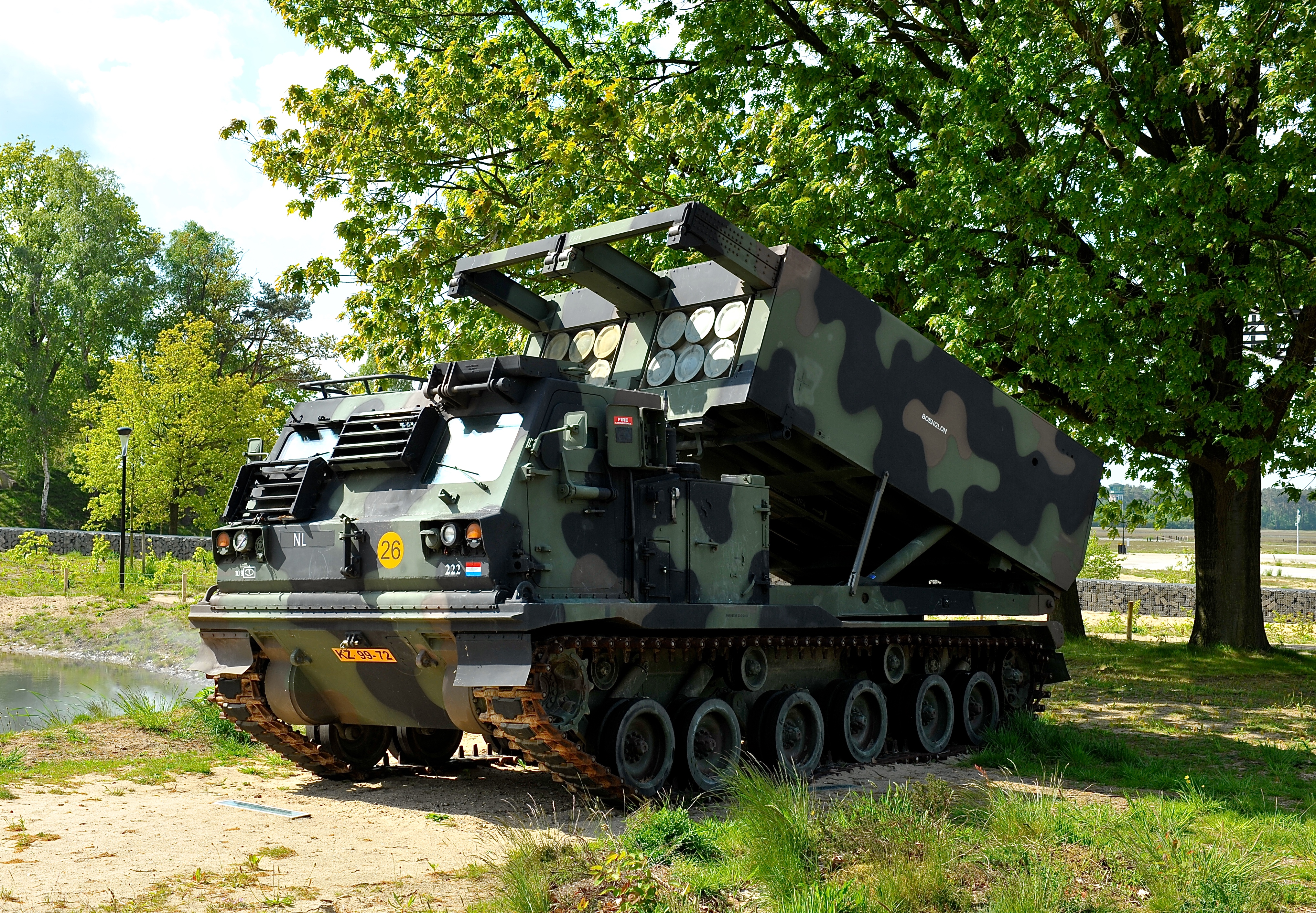
реактивная система залпового огня M270
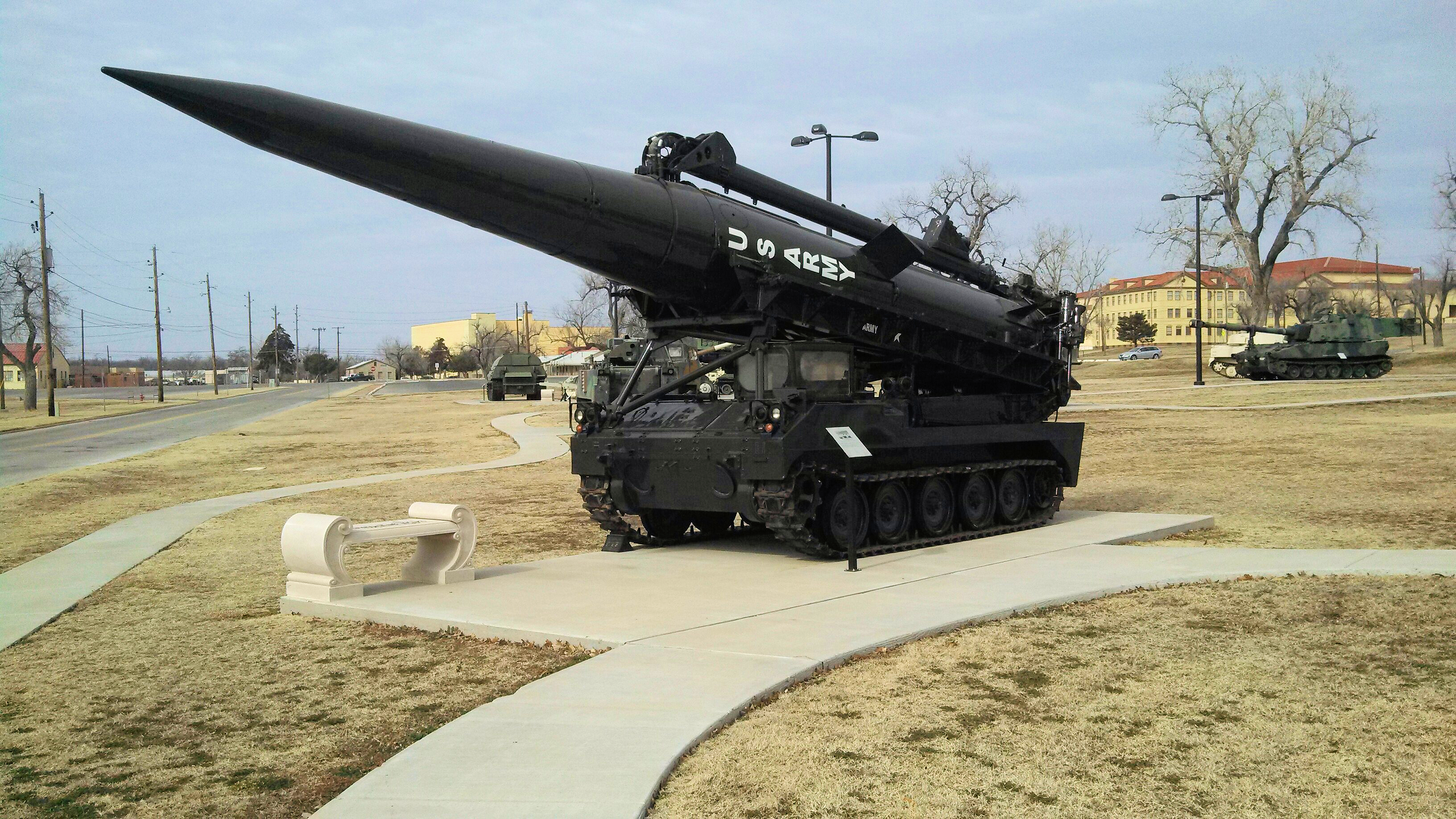
оперативно-тактический ракетный комплекс MGM-31 на шасси M474
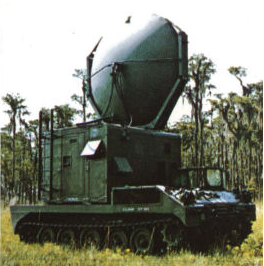
радиолокационная станция наведения AN/TRC-80 на шасси M474
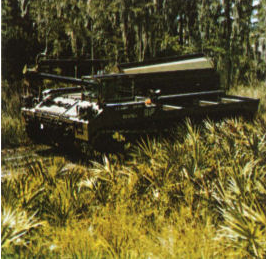
транспортно-заряжающая машина XM474E2 на шасси M474
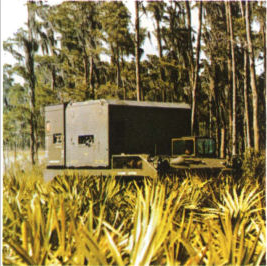
контрольно-проверочная машина AN/TSM-87 и система внешнего электропитания AN/TJQ-9 на шасси M474
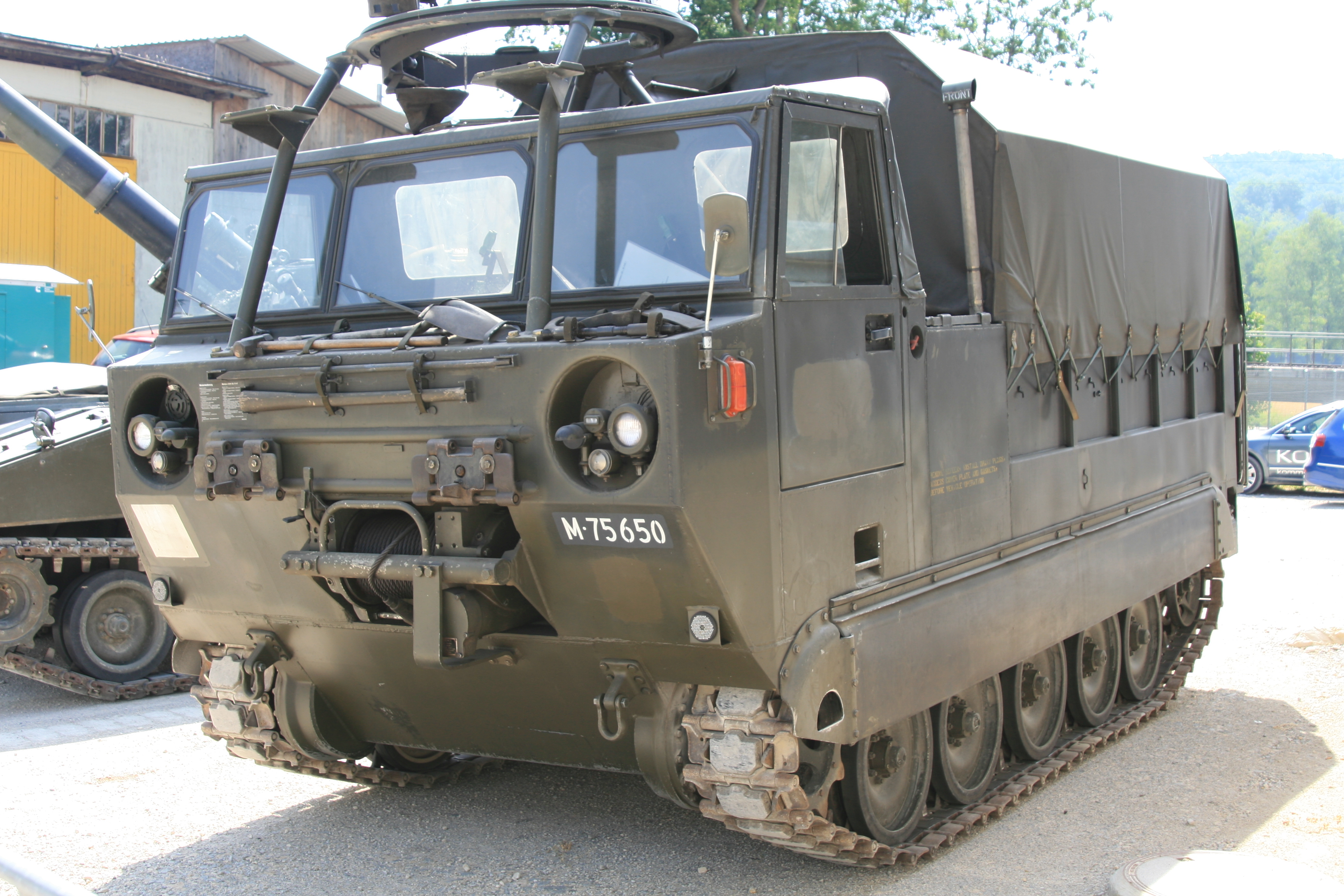
транспортёр переднего края M548
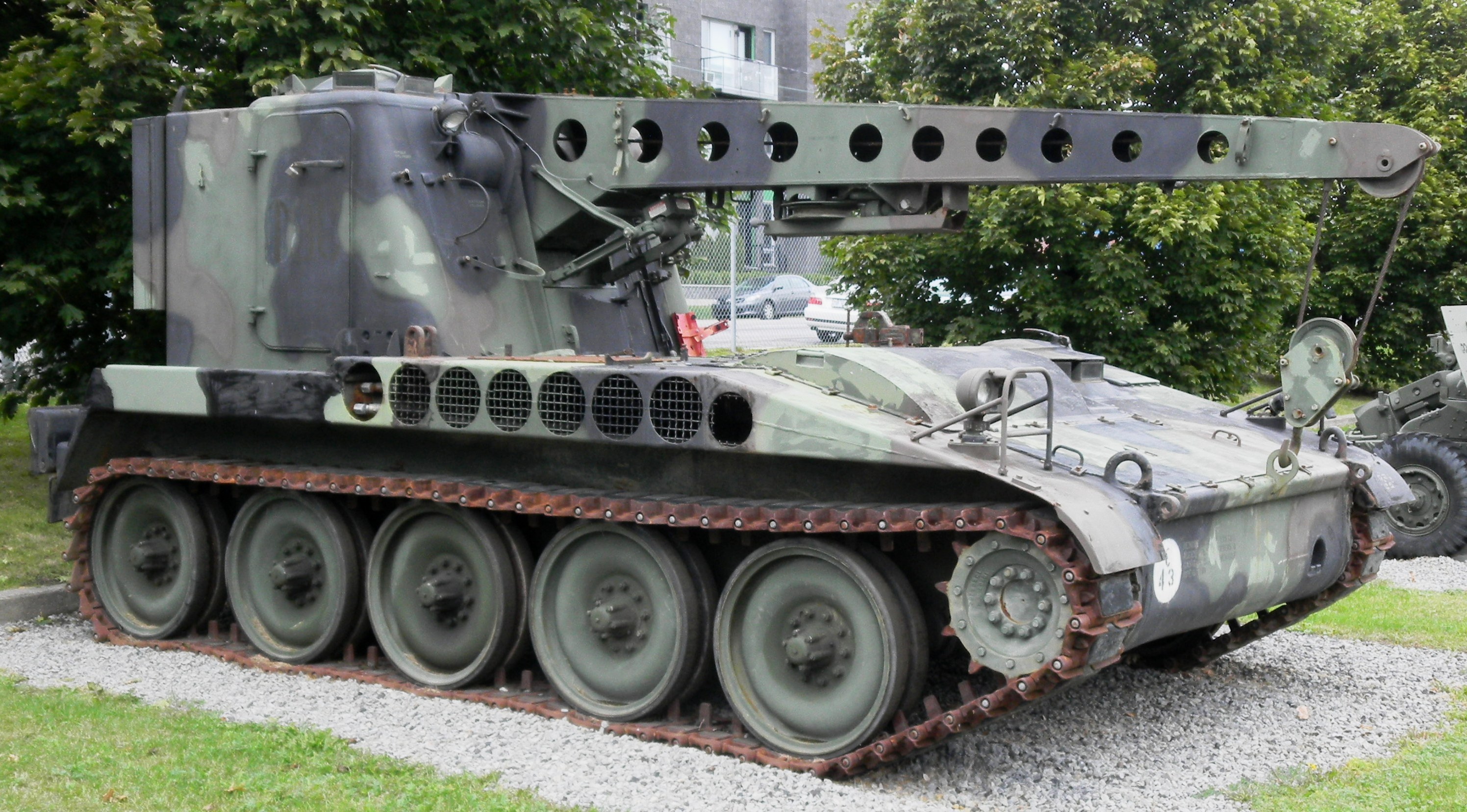
бронированная ремонтно-эвакуационная машина M578
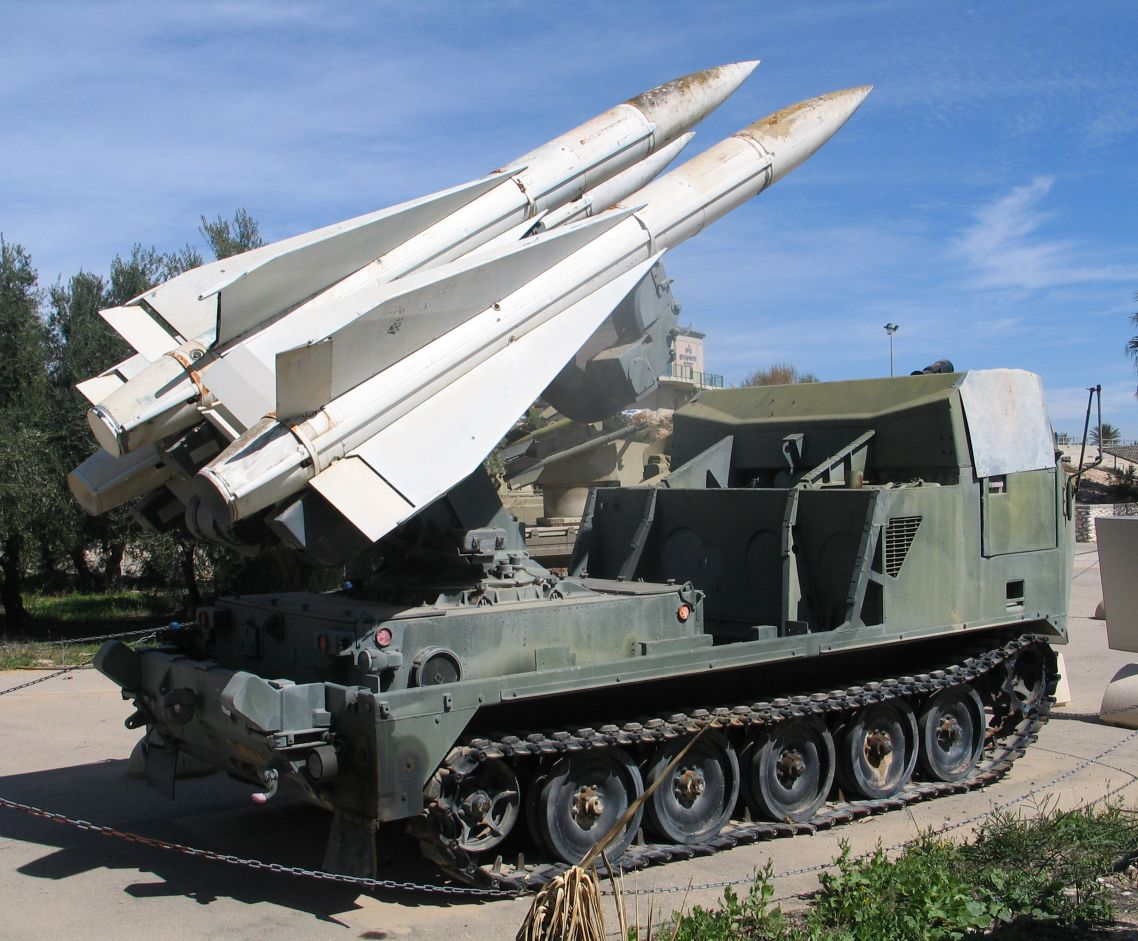
самоходный зенитный ракетный комплекс M727
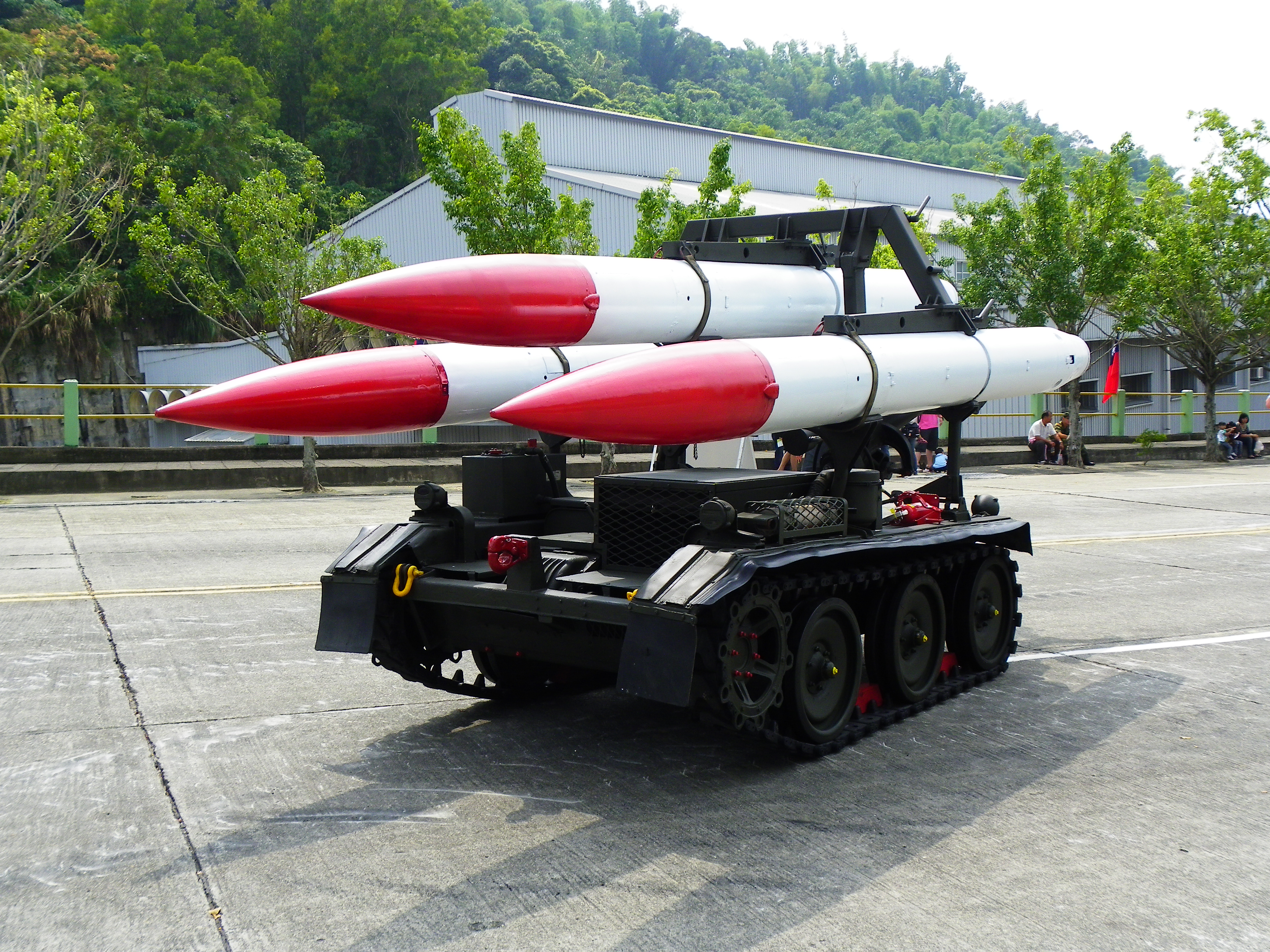
транспортно-заряжающая машина M501
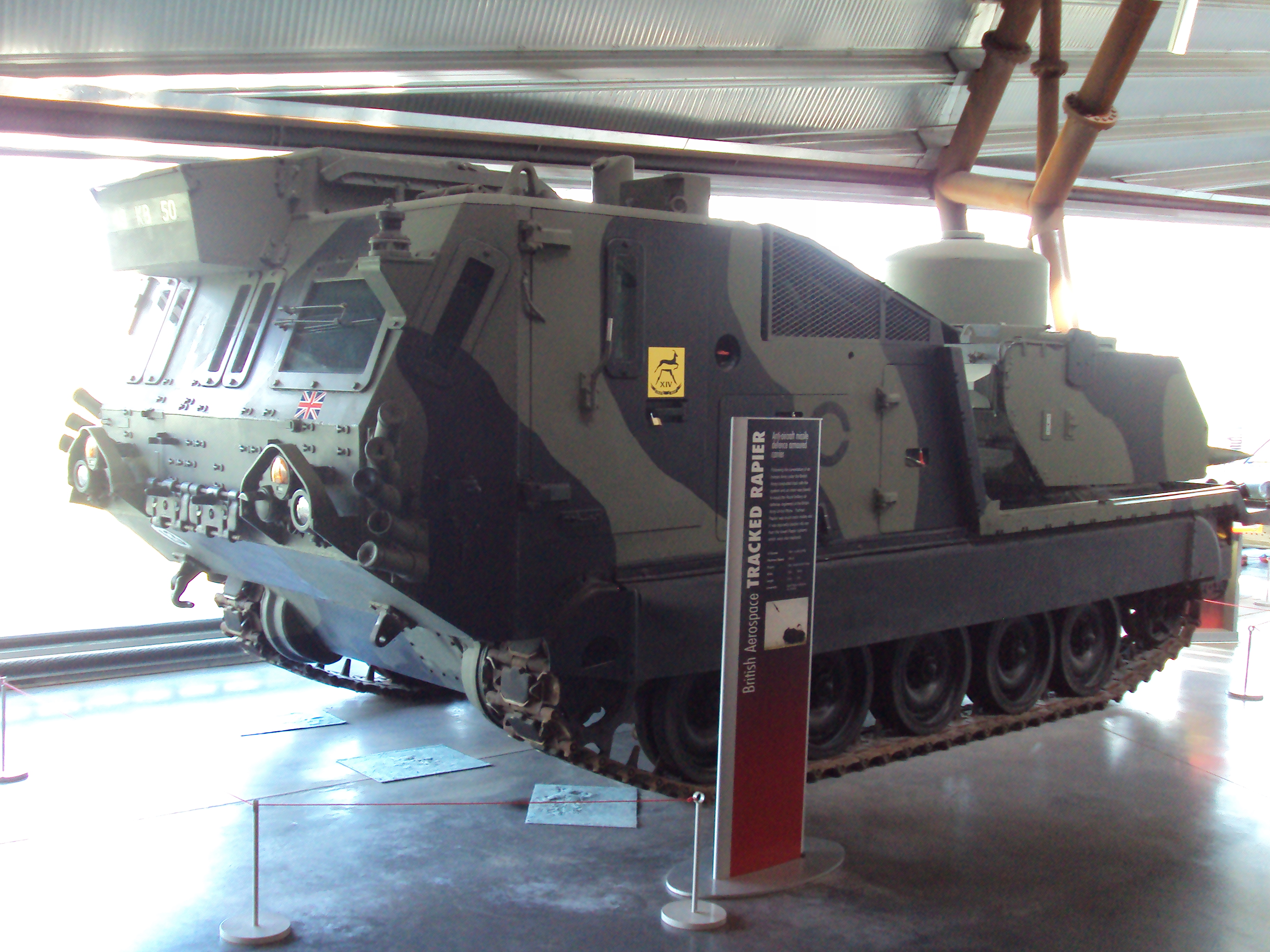
самоходный зенитный ракетный комплекс SP Mk.IA
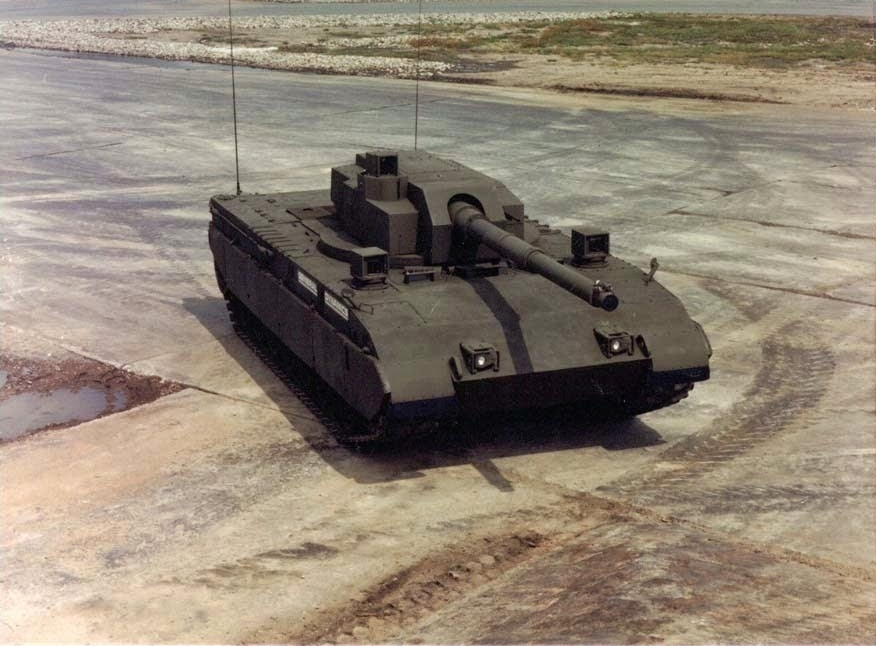
опытный основной боевой танк TTB
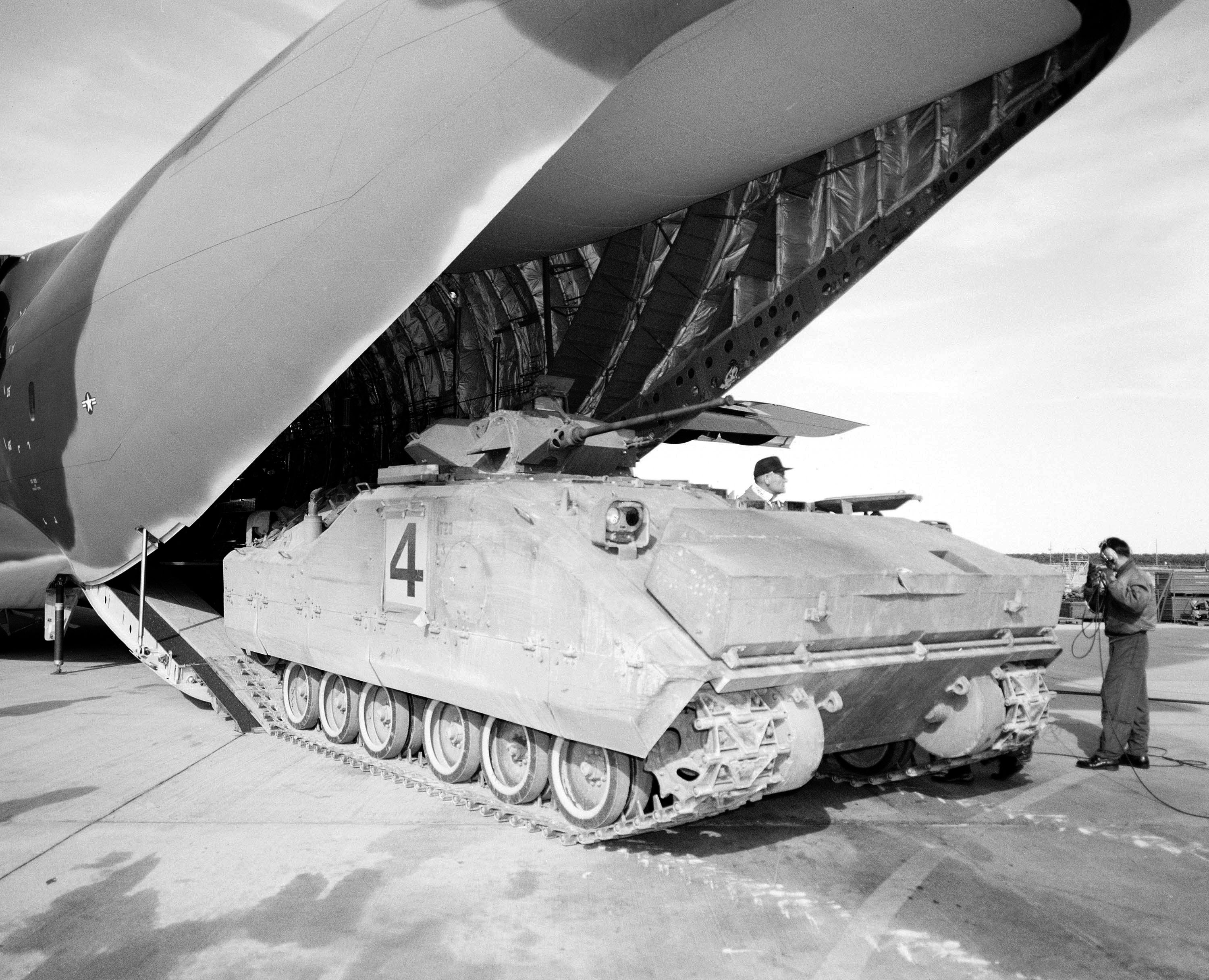
боевая машина пехоты XM723
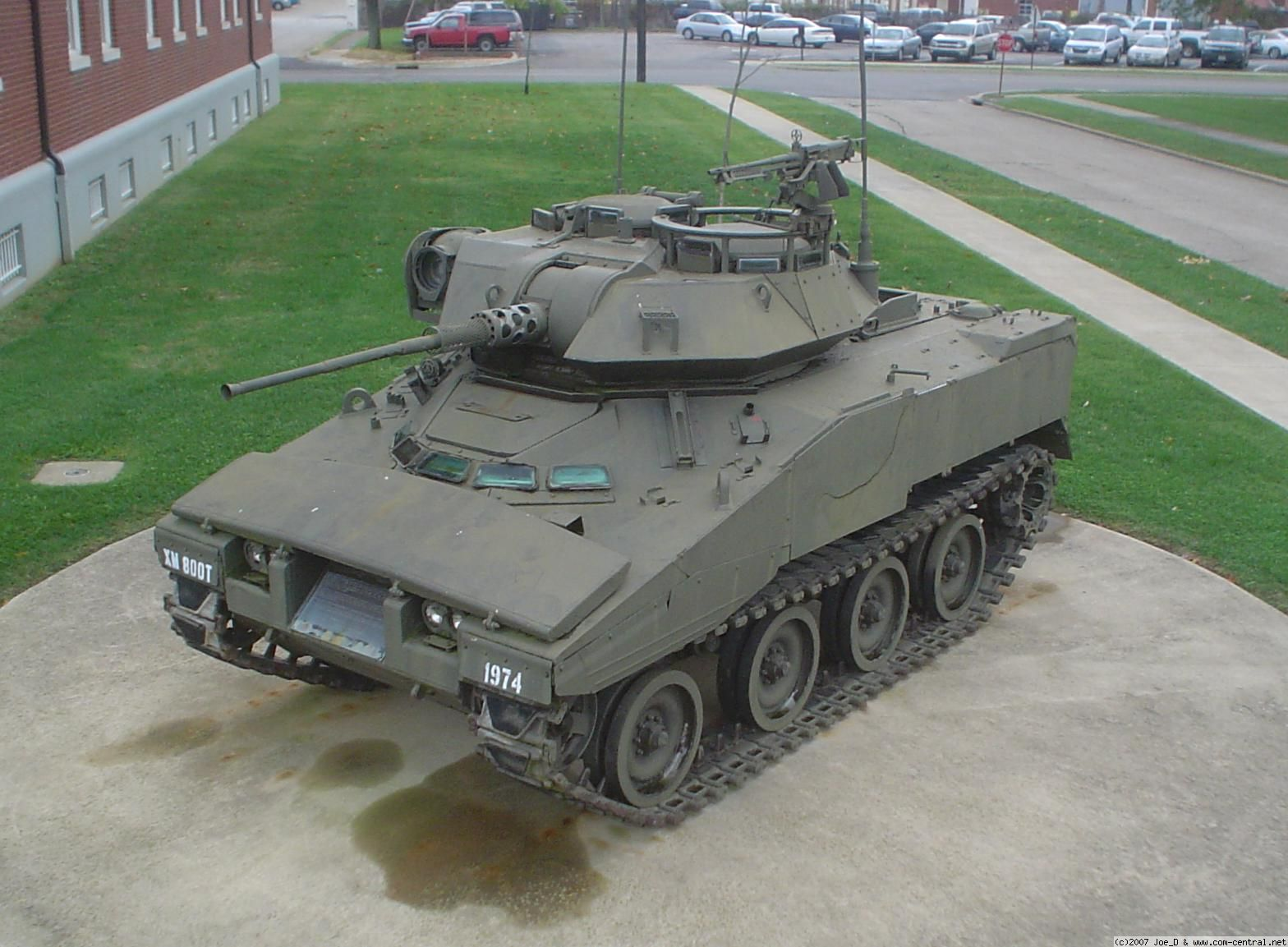
боевая разведывательная машина XM800T
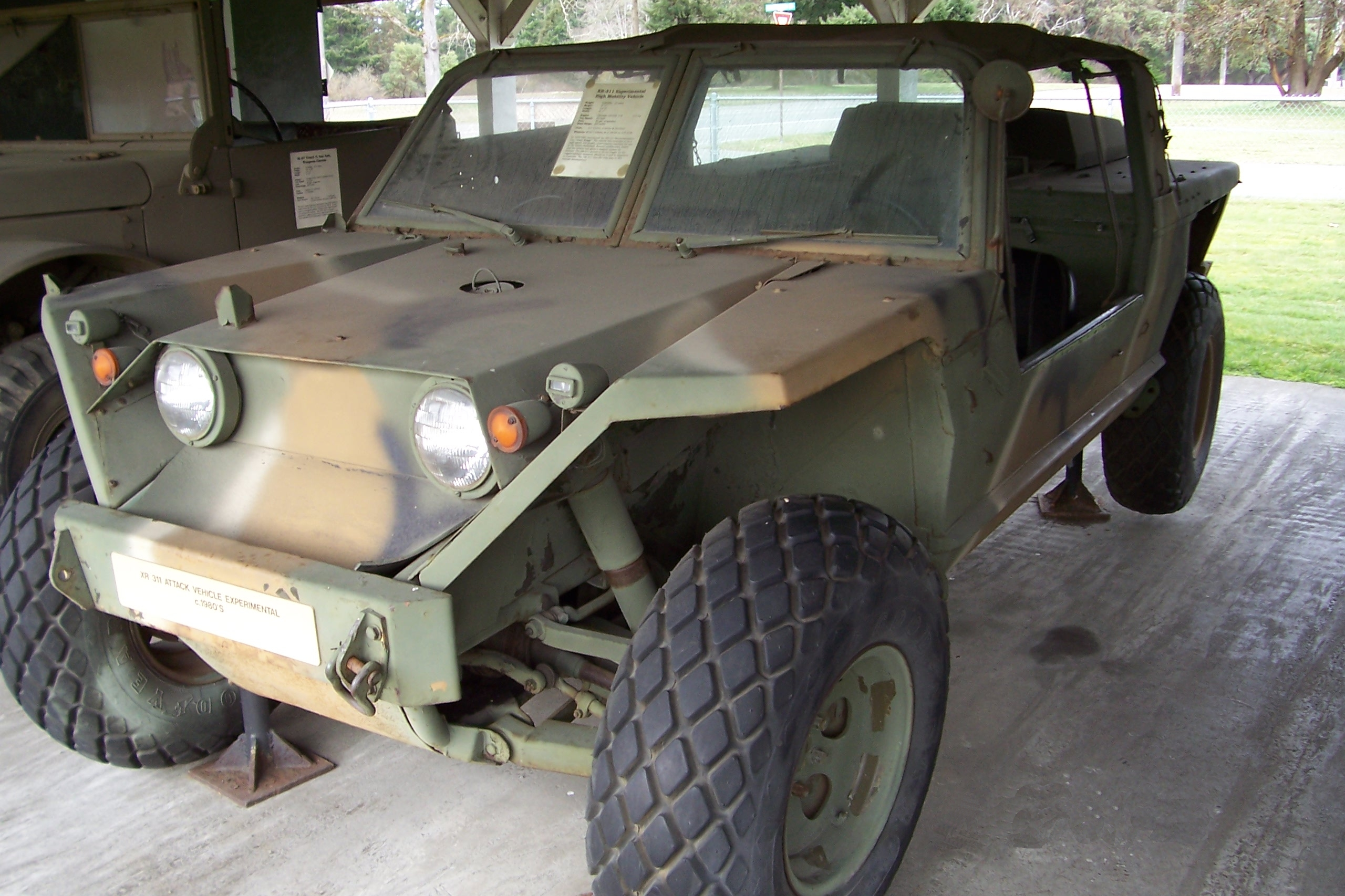
автомобиль повышенной проходимости XR311
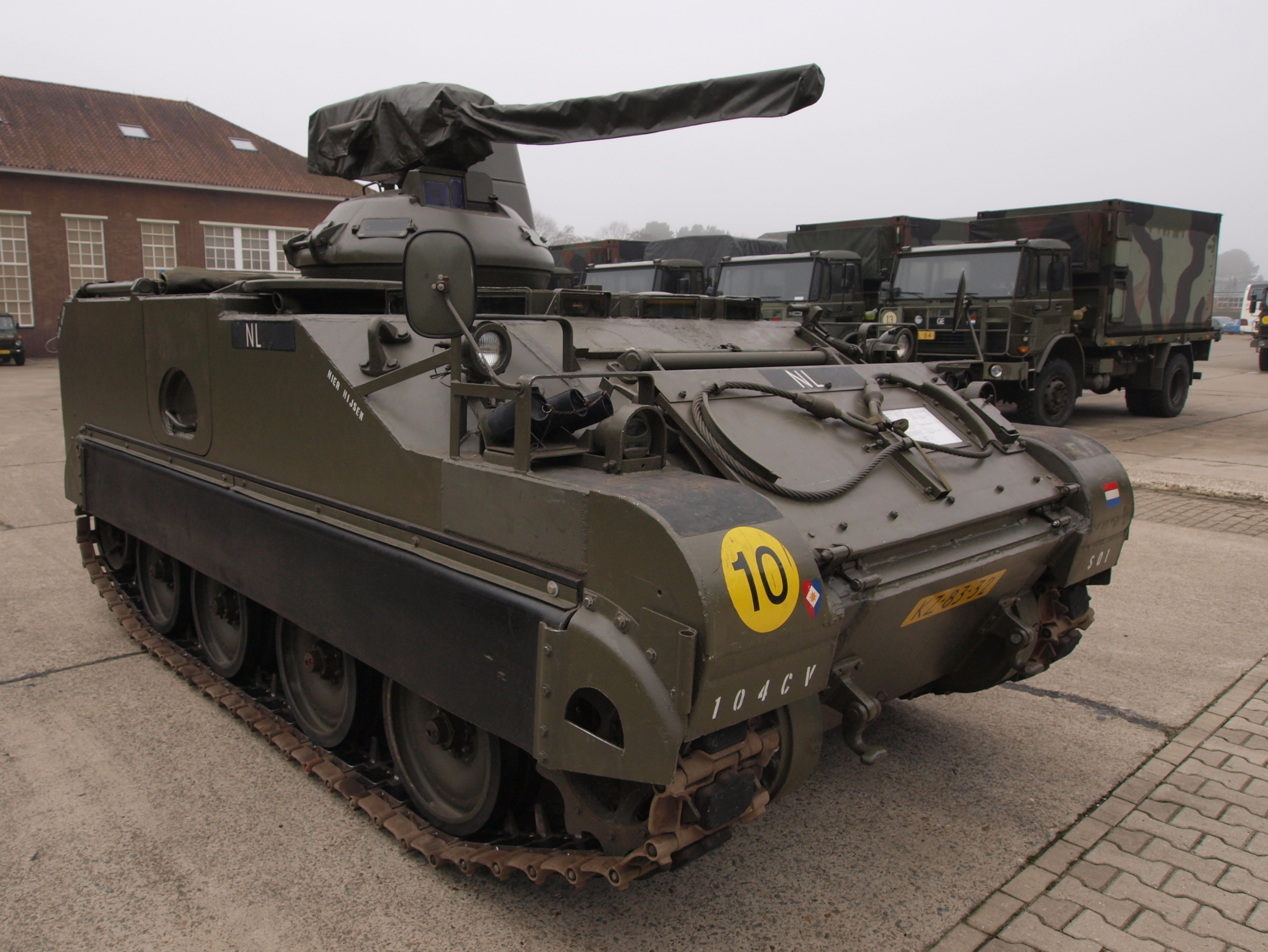
боевая машина пехоты YPR-765
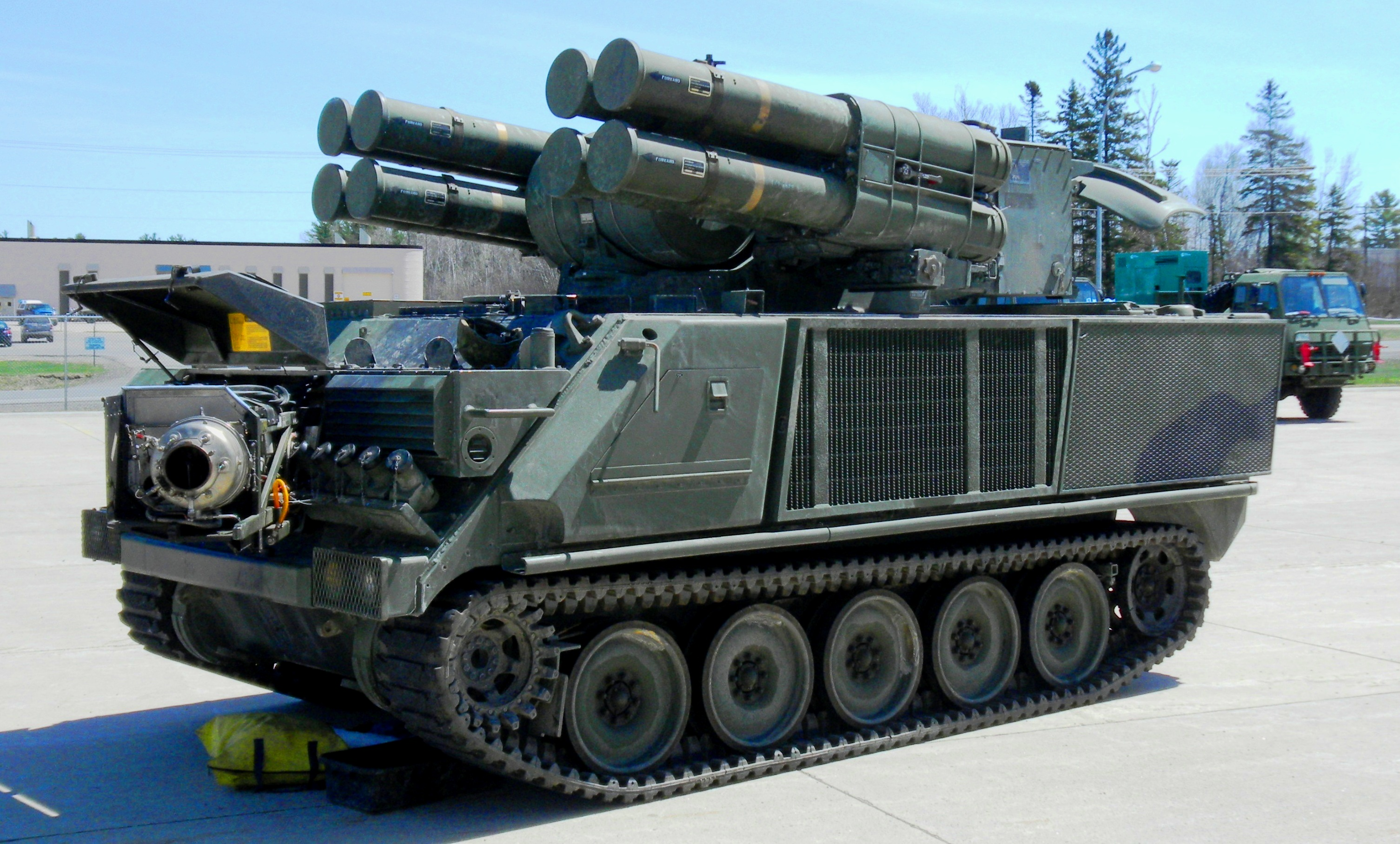
самоходный ЗРК MIM-146
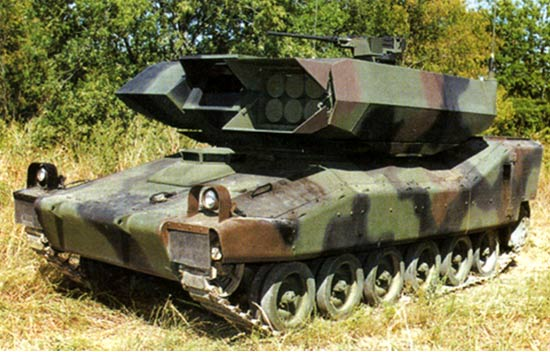
самоходный ПТРК MGM-166